# Chiến tranh nha phiến lần thứ nhất
Cuộc chiến tranh nha phiến lần thứ nhất (tiếng Trung: 第一次鸦片战争; bính âm: Dìyīcì Yāpiàn Zhànzhēng; tiếng Anh: First Opium War), còn được gọi là Chiến tranh thuốc phiện lần 1 hay Chiến tranh Anh-Thanh, là một loạt các cuộc giao tranh quân sự giữa Đế quốc Anh và nhà Thanh của Trung Quốc. Nguyên nhân chính là do triều đình Trung Hoa bắt đầu triệt phá các đường dây buôn bán thuốc phiện và đe dọa tử hình với những kẻ phạm tội. Điều này trực tiếp gây tổn hại đến sự thống trị về thương mại của người Anh, khiến họ chống lại việc cấm thuốc phiện của Trung Hoa. Kết quả, quân đội nhà Thanh bị đánh bại, và buộc phải chấp nhận trao cho các cường quốc phương Tây những đặc quyền giao thương với Trung Quốc.
Trước đó, nhu cầu về xa xỉ phẩm của nhà Thanh, đặc biệt là lụa, sứ, các hương liệu, trà,... đã gây mất cân bằng thương mại giữa Trung Quốc và Anh. Bạc của Anh chảy vào Trung Hoa thông qua Hệ thống Quảng Đông (hệ thống hạn chế giao thương, chỉ cho phép thương nhân ngoại quốc kinh doanh ở thành phố cảng Quảng Châu) với số lượng lớn dần theo từng ngày.
Để đối phó lại sự mất cân bằng này, Công ty Đông Ấn Anh bắt đầu tổ chức trồng và chế biến thuốc phiện với số lượng hàng trăm hecta tại các đồn điền thuộc sở hữu tư nhân của công ty này ở Bengal, Bangladesh. Họ cho phép các thương nhân người Anh tuồn lậu nó vào Trung Quốc với số lượng hàng tấn. Đường dây buôn lậu thuốc phiện này đã làm đảo ngược thặng dư thương mại, gây thâm hụt ngân khố quốc gia và gia tăng số người nghiện tại Trung Quốc, khiến giới quan chức nhà Thanh cực kì lo ngại.
Năm 1839, Hoàng đế nhà Thanh là Đạo Quang từ chối các đề xuất hợp pháp hóa và đánh thuế thuốc phiện, phái Khâm sai đại thần Lâm Tắc Từ tới Quảng Châu để ngăn chặn hoàn toàn việc buôn bán thuốc phiện. Ông Lâm có viết một bức thư ngỏ cho Victoria của Anh kêu gọi trách nhiệm của quân chủ Anh quốc trong việc ngăn chặn buôn bán thuốc phiện.
Không nhận được phản hồi, Lâm Tắc Từ liền đề xuất đóng cửa các quầy hàng nha phiến của thương nhân Anh và Mỹ ở Quảng Đông để đổi lấy trà, nhưng không thành. Sau đó, ông ra lệnh phong tỏa các tàu nước ngoài và huy động quân triều đình để lục soát, tịch thu tổng cộng 20 283 rương thuốc phiện (khoảng 1210 tấn). Toàn bộ số thuốc phiện này đều bị ông ra lệnh cho lính Thanh đốt hết sạch để tiêu hủy.
Chính phủ Anh đáp trả bằng cách phái một lực lượng quân sự đến Trung Quốc. Trong cuộc xung đột sau đó, Hải quân Hoàng gia Anh với sức mạnh hải quân và hỏa lực áp đảo đã chiến thắng một loạt các trận chiến quyết định trước nhà Thanh ở Trung Hoa, chiến lược sau này được gọi là ngoại giao pháo hạm.
Năm 1842, triều Thanh buộc phải ký điều ước Nam Kinh, là thứ đầu tiên mà người Trung Quốc sau này gọi là các hiệp ước bất bình đẳng. Theo đó, Anh Quốc được bồi thường và được trao quyền giao thương, còn nhà Thanh bị bắt phải mở năm cảng hiệp ước cho các thương nhân nước ngoài và nhượng lại đảo Hồng Kông cho Đế quốc Anh.
Tuy nhiên, nhằm thỏa mãn các mục tiêu cải thiện quan hệ ngoại giao và thương mại với Trung Quốc, nước Anh tiếp tục phát động cuộc chiến tranh nha phiến lần thứ hai (1856–60), dẫn đến tình trạng bất ổn xã hội tại Trung Quốc, cụ thể là cuộc nổi dậy Thái Bình Thiên Quốc. Ở Trung Quốc, cuộc chiến được coi là khởi đầu của lịch sử Trung Hoa hiện đại.

## Bối cảnh

### Thành lập quan hệ giao thương

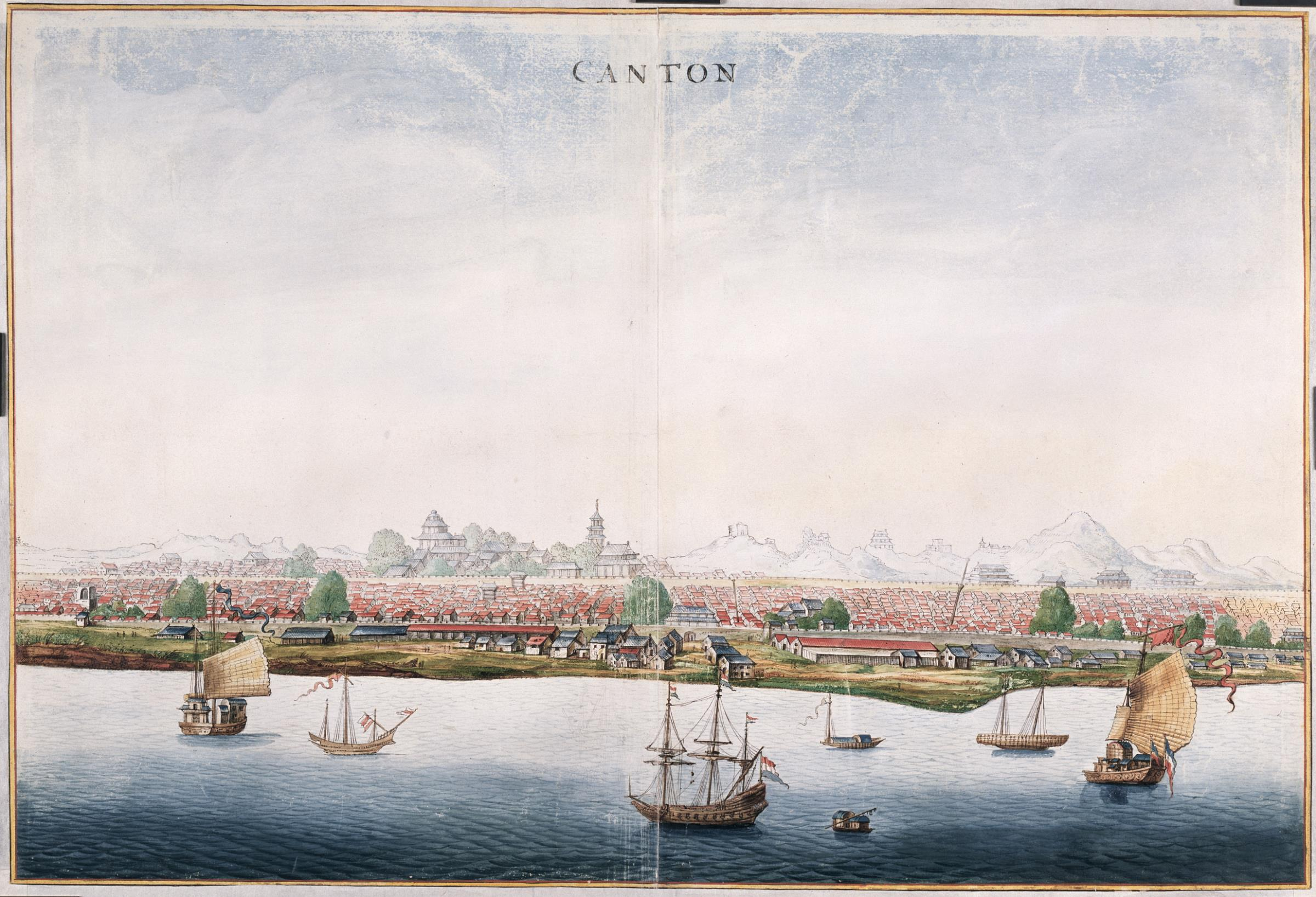
Quang cảnh Quảng Châu với các tàu buôn của Công ty Đông Ấn Hà Lan, khoảng năm 1665

Giao thương hàng hải trực tiếp giữa châu Âu và Trung Quốc bắt đầu từ năm 1557 khi người Bồ Đào Nha thuê một tiền đồn từ nhà Minh tại Ma Cao. Các quốc gia châu Âu khác đã sớm làm theo Bồ Đào Nha, chen chân vào mạng lưới thương mại hàng hải châu Á hiện có để cạnh tranh với các thương nhân Ả Rập, Trung Quốc, Ấn Độ và Nhật Bản trong thương mại nội khối. Sau cuộc chinh phạt Philippines của Tây Ban Nha, việc trao đổi hàng hóa giữa Trung Quốc và châu Âu đã tăng tốc đáng kể. Từ năm 1565 trở đi, Manila Galleons mang bạc vào mạng lưới thương mại châu Á từ các mỏ ở Nam Mỹ. Trung Quốc là tiêu điểm của kim loại quý, vì chính phủ đế quốc bắt buộc rằng hàng hóa Trung Quốc chỉ có thể được xuất khẩu để đổi lấy vàng thỏi.
Các tàu của Anh bắt đầu xuất hiện lẻ tẻ quanh bờ biển Trung Quốc từ năm 1635 trở đi. Không thiết lập quan hệ chính thức thông qua hệ thống cống nạp của Trung Quốc, theo đó hầu hết các quốc gia châu Á có thể trao đổi với Trung Quốc, thương nhân người Anh chỉ được phép buôn bán tại các cảng Chu San, Hạ Môn và Quảng Châu. Thương mại chính thức của Anh được thực hiện thông qua sự bảo trợ của Công ty Đông Ấn Anh, lập ra một hiến chương Hoàng gia về thương mại tại vùng Viễn Đông. Công ty Đông Ấn dần dần thống trị thương mại Trung-Âu tại vị trí của nó ở Ấn Độ và do sức mạnh của Hải quân Hoàng gia.

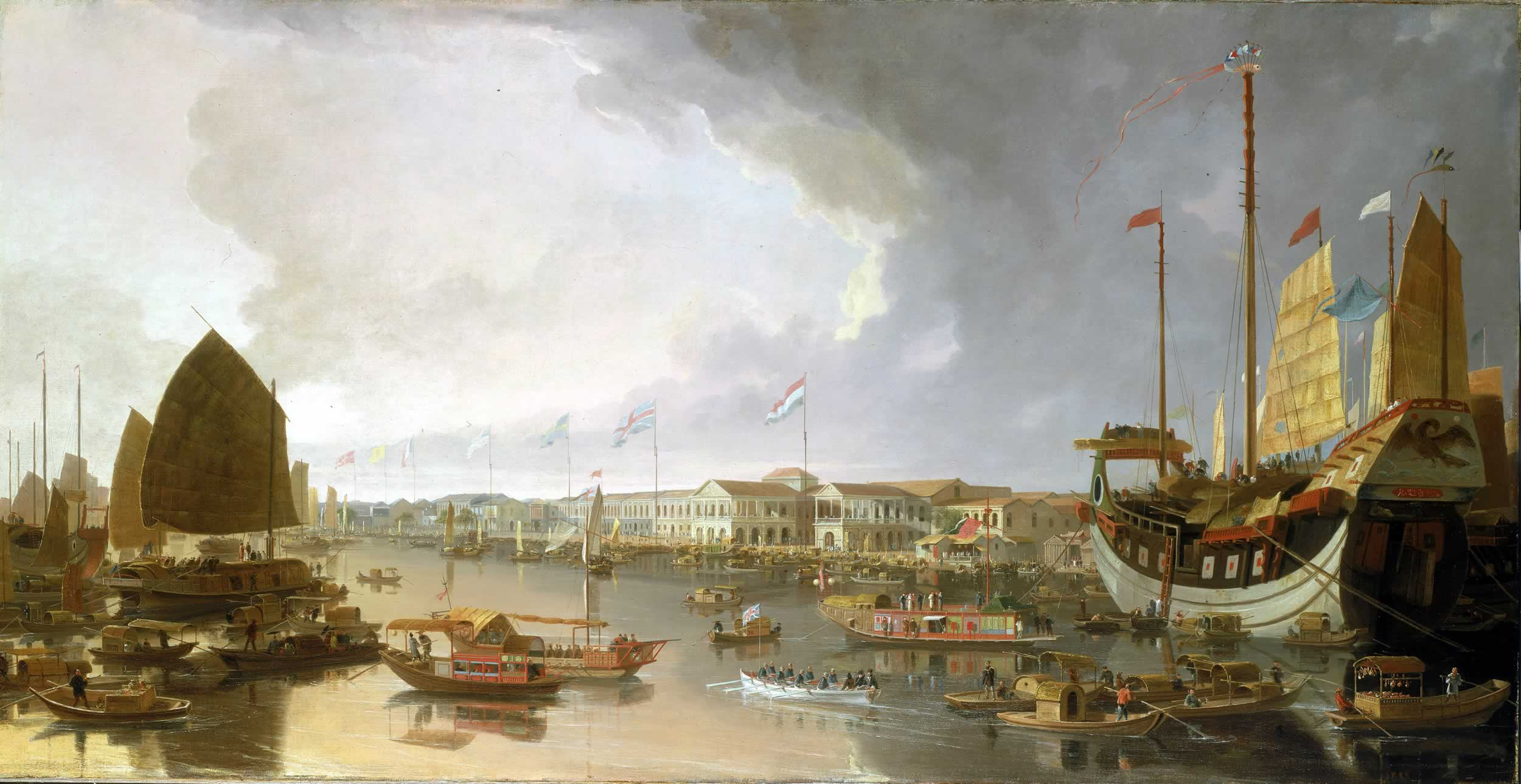
Toàn cảnh khu Mười ba Nhà máy tại Quảng Châu

Thương mại châu Âu được hưởng lợi sau khi triều đại nhà Thanh mới trỗi dậy nới lỏng các hạn chế thương mại hàng hải trong thập niên 1680. Đài Loan nằm dưới sự kiểm soát của nhà Thanh vào năm 1683 và những lời diễn văn liên quan đến tình trạng cống tế của người châu Âu bị dập tắt. Quảng Châu (tên là Quảng Châu theo người châu Âu) trở thành cảng ưu tiên cho ngoại thương. Các tàu bè châu Âu đã cố gắng ghé qua các cảng khác, nhưng những địa điểm đó không có vị trí đắc địa như của Quảng Châu nằm ở cửa sông Châu Giang, và những nơi này cũng không có kinh nghiệm lâu dài trong việc cân bằng nhu cầu của Bắc Kinh với các thương nhân Trung Quốc và nước ngoài. Từ năm 1700 trở đi, Quảng Châu là trung tâm thương mại hàng hải chính của Trung Quốc, và thị trường này dần dần được chính quyền nhà Thanh đưa vào "Hệ thống Quảng Châu". Từ khi thành lập hệ thống vào năm 1757, giao dịch ở Trung Quốc cực kỳ sinh lợi cho các thương nhân châu Âu và Trung Quốc vì hàng hóa như trà, sứ và lụa được định giá đủ cao ở châu Âu rất đáng công bỏ ra của họ tới châu Âu. Hệ thống này được điều tiết bởi chính phủ nhà Thanh. Thương nhân nước ngoài chỉ được phép kinh doanh thông qua một nhóm thương nhân Trung Quốc gọi là Công hành và không được phép học tiếng Trung Quốc. Người nước ngoài chỉ có thể sống ở một trong mười ba nhà máy và không được phép vào hoặc buôn bán ở bất kỳ khu vực nào khác của Trung Quốc. Chỉ các quan chức chính phủ cấp thấp mới có thể bị xử lý, và tòa án đế quốc không thể được vận động vì bất kỳ lý do gì ngoại trừ các cơ quan ngoại giao chính thức. Các đạo luật triều đình nhằm duy trì hệ thống được gọi chung là Pháp lệnh man rợ phòng ngừa (防範外夷規條, Hán Việt là phòng phạm ngoại di quy điều). Công hành là thế lực mạnh trong Thương mại Trung Quốc Cũ, vì họ được giao nhiệm vụ thẩm định giá trị của các sản phẩm nước ngoài, mua hoặc từ chối hàng nhập khẩu nói trên và buộc phải bán hàng xuất khẩu của Trung Quốc với giá phù hợp. Công hành được tạo thành từ giữa (tùy thuộc vào chính trị của Quảng Châu) 6 đến 20 gia đình thương gia. Hầu hết các nhà buôn mà những gia đình này cai trị đã được thành lập bởi các quan lại cấp thấp, nhưng cũng có một số thuộc gốc Quảng Đông hoặc Hán. Một chức năng quan trọng khác của công hành là trái phiếu truyền thống được ký giữa một thành viên công hành và một thương gia nước ngoài. Trái phiếu này tuyên bố rằng thành viên công hành tiếp nhận chịu trách nhiệm về hành vi và hàng hóa của thương gia nước ngoài khi ở Trung Quốc. Ngoài việc giao dịch với công hành, các thương nhân châu Âu được yêu cầu phải trả lệ phí hải quan, thuế đo lường, cung cấp cống phẩm và thuê hoa tiêu.
Bất chấp những hạn chế này, lụa và sứ vẫn tiếp tục thúc đẩy thương mại vì sự phổ biến của chúng ở châu Âu và nhu cầu vô độ đối với trà Trung Quốc tồn tại ở Anh. Từ giữa thế kỷ 17 trở đi, khoảng 28 triệu kg bạc đã được Trung Quốc tiếp nhận, chủ yếu từ các cường quốc châu Âu, để đổi lấy các sản phẩm làm từ Trung Quốc.

### Thâm hụt thương mại của châu Âu
Một giao dịch nhanh chóng giữa Trung Quốc và các cường quốc châu Âu tiếp tục trong hơn một thế kỷ. Trong khi giao dịch này có lợi hơn cho Trung Quốc và dẫn đến việc các quốc gia châu Âu duy trì sự thâm hụt thương mại lớn, nhu cầu đối với hàng hóa Trung Quốc vẫn tiếp tục thúc đẩy giao thương. Ngoài ra, việc thuộc địa hóa và chinh phục châu Mỹ đã khiến các quốc gia châu Âu (cụ thể là Tây Ban Nha, Anh và Pháp) tiếp cận được nguồn cung bạc giá rẻ, khiến cho các nền kinh tế châu Âu vẫn tương đối ổn định mặc cho sự bất đối xứng của giao thương với Trung Quốc. Bạc này cũng được vận chuyển trực tiếp qua Thái Bình Dương đến Trung Quốc, đặc biệt là qua Philippines do Tây Ban Nha kiểm soát. Trái ngược hoàn toàn với tình hình châu Âu, nhà Thanh Trung Quốc duy trì thặng dư thương mại. Bạc nước ngoài tràn vào Trung Quốc để đổi lấy hàng hóa Trung Quốc, mở rộng nền kinh tế Trung Quốc nhưng cũng gây ra lạm phát và hình thành sự phụ thuộc của Trung Quốc vào bạc châu Âu.
Sự mở rộng kinh tế liên tục của các nền kinh tế châu Âu trong thế kỷ 17 và 18 dần dần làm tăng nhu cầu của châu Âu đối với kim loại quý, vốn được sử dụng để đúc tiền mới; nhu cầu ngày càng tăng đối với tiền tệ cứng vẫn được lưu hành ở châu Âu đã làm giảm nguồn cung vàng thỏi có sẵn cho thương mại ở Trung Quốc, làm tăng chi phí và dẫn đến cạnh tranh giữa các thương nhân ở châu Âu và thương nhân châu Âu giao dịch với Trung Quốc. Lực lượng thị trường này dẫn đến thâm hụt thương mại kinh niên cho các chính phủ châu Âu, những người buộc phải mạo hiểm thiếu hụt bạc của nền kinh tế trong nước để cung cấp cho nhu cầu của các thương nhân ở châu Á (những doanh nghiệp tư nhân vẫn kiếm được lợi nhuận bằng cách bán hàng hóa có giá trị của Trung Quốc cho người tiêu dùng Châu Âu). Hiệu ứng dần dần này đã bị làm trầm trọng thêm bởi một loạt các cuộc chiến tranh thuộc địa quy mô lớn giữa Anh và Tây Ban Nha vào giữa thế kỷ 18; những xung đột này đã làm xoay đảo thị trường bạc quốc tế và cuối cùng dẫn đến sự độc lập của các quốc gia mới hùng mạnh, cụ thể là Hoa Kỳ và Mexico. Không có bạc giá rẻ từ các thuộc địa để duy trì thương mại của họ, các thương nhân châu Âu buôn bán với Trung Quốc bắt đầu lấy bạc trực tiếp ra khỏi lưu thông tại các nền kinh tế vốn đã suy yếu của châu Âu để thanh toán hàng hóa tại Trung Quốc. Điều này khiến các chính phủ tức giận, những người nhìn thấy nền kinh tế của họ đang bị thu hẹp do đó, và thúc đẩy rất nhiều sự thù địch đối với người Trung Quốc vì sự hạn chế của họ đối với thương mại châu Âu. Nền kinh tế Trung Quốc không bị ảnh hưởng bởi sự biến động của giá bạc, vì Trung Quốc đã có thể nhập khẩu bạc của Nhật Bản để ổn định nguồn cung tiền. Hàng hóa châu Âu vẫn có nhu cầu thấp ở Trung Quốc, đảm bảo thặng dư thương mại lâu dài với các quốc gia châu Âu tiếp tục. Bất chấp những căng thẳng này, thương mại giữa Trung Quốc và châu Âu đã tăng khoảng 4% mỗi năm trong những năm trước khi thuốc phiện được buôn bán.

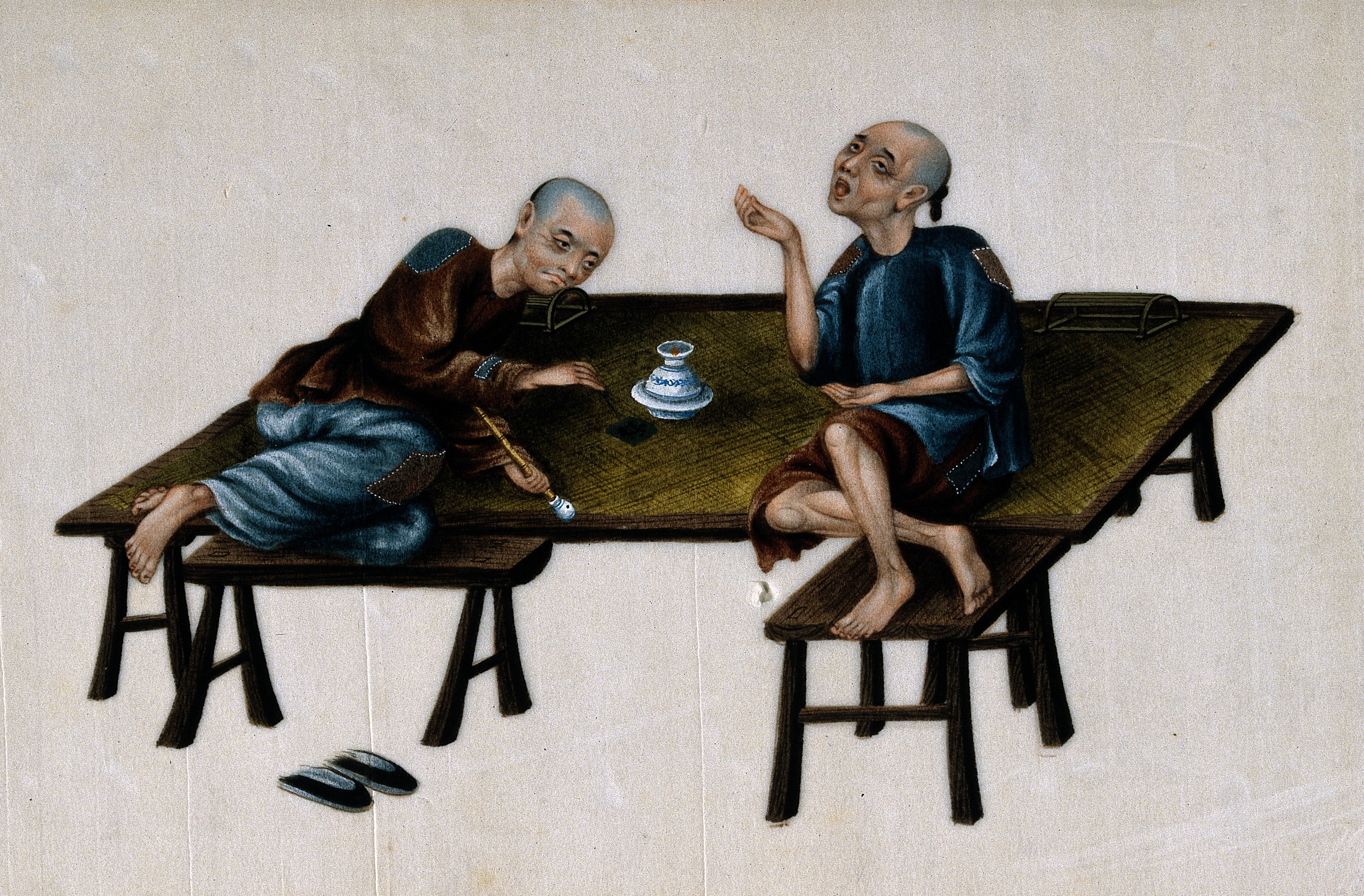
Hai người Trung Quốc nghiện thuốc phiện

Anh quốc xuất khẩu sang Trung Quốc các hàng len, thiếc, đồng, pha lê; cùng các hàng vải đến từ Ấn Độ. Trung Quốc xuất khẩu qua thương gia Anh các hàng trà, tơ lụa, điều, vải bố, đồ sứ. Lúc đầu mỗi năm Trung Quốc xuất khẩu trà khoảng 30 vạn cân, cuối thế kỷ thứ 18 lên đến 1.800 vạn cân, đến thế kỷ thứ 19 đạt 2.000 vạn cân; chiếm trên 90 % hàng xuất khẩu. Trong một xã hội nông nghiệp tự túc như Trung Quốc thời đó, hàng của nước Anh không bán được; nên thương gia Anh phải dùng bạc nén (ngân lượng) để mua trà, cứ 100 cân gíá 19 lượng. Số bạc nén thương gia Anh bán hàng tại Trung Quốc, chỉ bằng 1/10 số cần mua. Bạc châu Âu đổ vào Trung Quốc khi các chế độ Quảng Châu (nhất cảng thông thương), thiết lập vào giữa thế kỷ 17, giới hạn thương mại đường biển đến Quảng Châu và với thương nhân Trung Hoa của Mười ba nhà máy. Công ty Đông Ấn Anh đã có quyền độc quyền phù hợp với thương mại của Anh. Lúc này tại Âu châu chủ nghĩa trọng thương thịnh hành, quý trọng hiện kim, người Anh cảm thấy việc buôn bán tại Trung Quốc tổn thất cho quốc gia rất nhiều; nên khi phát hiện thuốc phiện là mặt hàng dễ bán, bèn chú tâm buôn thứ hàng này. Công ty Đông Ấn Anh quốc bắt đầu bán đấu giá cây thuốc phiện được trồng trên các đồn điền của họ ở Ấn Độ cho các thương nhân nước ngoài độc lập để đổi lấy bạc.

### Buôn bán thuốc phiện vào Trung Quốc
Thuốc phiện như một thành phần dược liệu đã được ghi nhận trong các văn bản Trung Quốc từ thời nhà Đường, nhưng việc sử dụng thuốc phiện gây nghiện đã bị hạn chế. Cũng như Ấn Độ, thuốc phiện (sau đó bị giới hạn bởi khoảng cách với bột khô, thường được uống với trà hoặc nước) đã được các thương nhân Ả Rập giới thiệu đến Trung Quốc và Đông Nam Á.[32] Nhà Minh đã cấm thuốc lá đo họ coi nó là thứ hàng hóa suy đồi vào năm 1640 và thuốc phiện được coi là một vấn đề tương tự. Những hạn chế đầu tiên đối với thuốc phiện đã được nhà Thanh thông qua vào năm 1729 khi Madak (một chất làm từ thuốc phiện pha trộn với thuốc lá) bị cấm.[7] Vào thời điểm đó, việc sản xuất Madak đã sử dụng hết phần lớn thuốc phiện được nhập khẩu vào Trung Quốc, vì thuốc phiện nguyên chất rất khó bảo quản. Tiêu thụ thuốc phiện tại Java tăng vào thế kỷ 18, và sau Chiến tranh Napoléon dẫn đến việc người Anh chiếm đóng Java, các thương nhân người Anh đã trở thành những người buôn bán thuốc phiện chính.[33] Người Anh nhận ra rằng họ có thể giảm thâm hụt thương mại với các nhà máy Trung Quốc bằng cách buôn bán thuốc phiện ma túy, và vì những nỗ lực như vậy đã được thực hiện để sản xuất thêm thuốc phiện ở các thuộc địa Ấn Độ. Doanh số bán thuốc phiện Ấn Độ hạn chế của Anh bắt đầu vào năm 1781, với việc xuất khẩu sang Trung Quốc tăng lên dần khi Công ty Đông Ấn đang củng cố quyền kiểm soát Ấn Độ.[16][30]
Thuốc phiện của Anh được sản xuất ở vùng đồng bằng sông Mã và sông Hằng. Thay vì tự phát triển ngành công nghiệp thuốc phiện Ấn Độ, người Anh đã có thể kế thừa một ngành công nghiệp thuốc phiện hiện có từ Đế chế Mughal đang suy tàn, có hàng thế kỷ thu được lợi nhuận bằng cách bán thuốc phiện chưa tinh chế ngay trong đế chế. Tuy nhiên, không giống như người Mughal, người Anh coi thuốc phiện là một mặt hàng xuất khẩu có giá trị.[34] Bản thân Công ty Đông Ấn không sản xuất hay vận chuyển thuốc phiện, nhưng đã đặt ra luật cho phép trồng thuốc phiện và chủ động tạo điều kiện vận chuyển thuốc đến các cảng do công ty kiểm soát.[27] Từ Calcutta, Hội đồng Hải quan, Muối và Thuốc phiện của công ty sẽ có trách nhiệm với việc kiểm soát chất lượng bằng cách quản lý cách thức đóng gói và vận chuyển thuốc phiện. Không cây nào có thể được trồng mà không có sự cho phép của công ty và công ty đã cấm các doanh nghiệp tư nhân tinh chế thuốc phiện. Tất cả thuốc phiện ở Ấn Độ đã được bán cho công ty theo tỷ lệ cố định và công ty đã tổ chức một loạt các cuộc đấu giá thuốc phiện công khai hàng năm từ tháng 11 đến tháng 3. Sự khác biệt của giá thuốc phiện thô do công ty quy định và giá bán thuốc phiện tinh chế khi bán đấu giá (trừ chi phí) là lợi nhuận do Công ty Đông Ấn tạo ra.[23] Ngoài việc đảm bảo cây thuốc được trồng trên vùng đất dưới sự kiểm soát trực tiếp của mình, hội đồng quản trị của công ty đã cấp giấy phép cho các tiểu bang độc lập của Malwa, nơi trồng một lượng lớn thuốc phiện. [27]

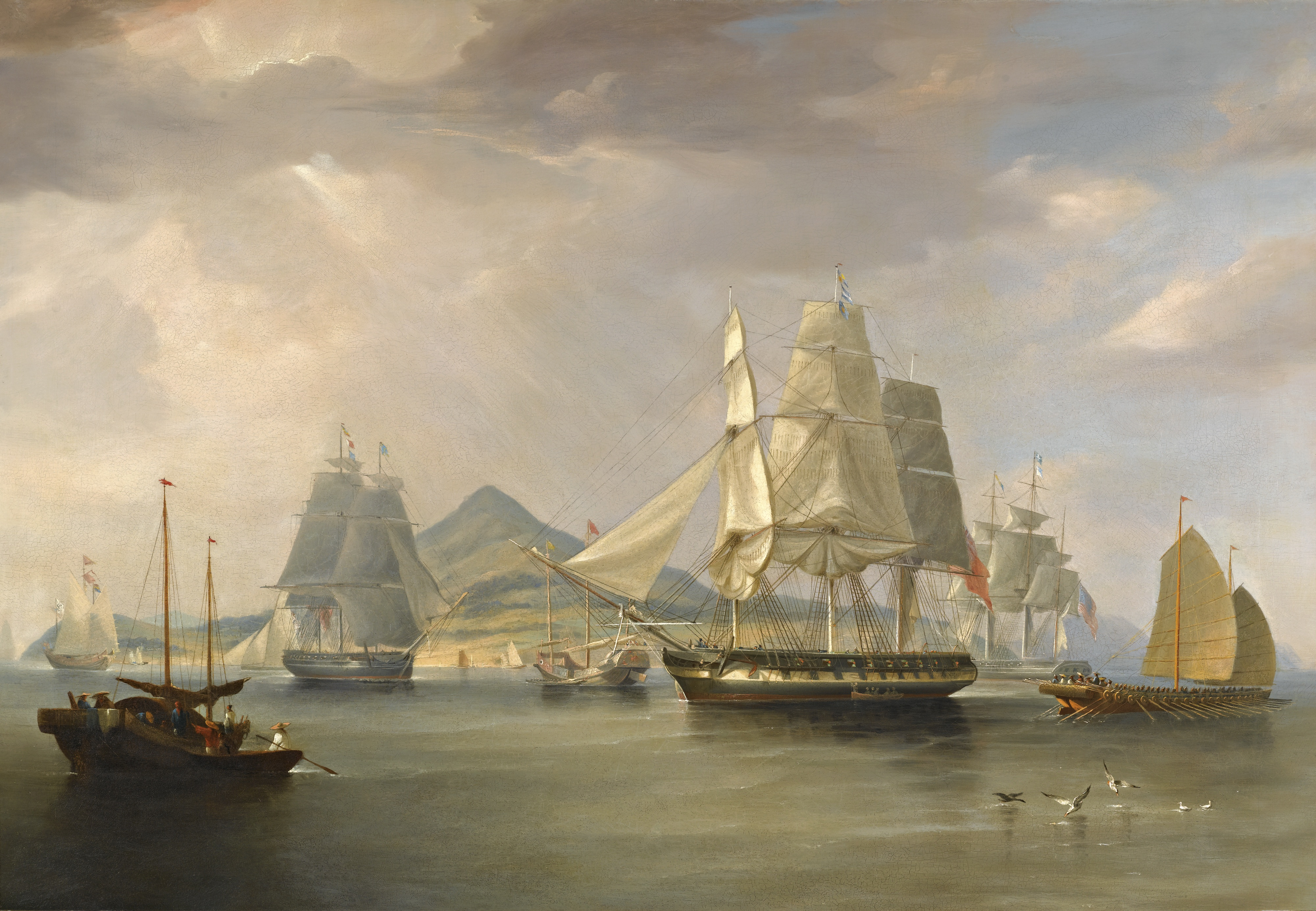
Các tàu chở thuốc phiện tại Lintin, Trung Quốc, 1824

Vào cuối thế kỷ 18, các công ty và trang trại Malwan (vốn phụ thuộc vào trồng bông) đã bị ảnh hưởng nặng nề bởi sự ra đời của vải bông sản xuất tại nhà máy, sử dụng bông ở Ai Cập hoặc miền Nam nước Mỹ. Thuốc phiện được coi là một sự thay thế sinh lợi, và đã sớm được bán đấu giá với số lượng lớn hơn bao giờ hết ở Calcutta.[23] Các thương nhân sở hữu hiến chương Hoàng gia (để tuân thủ điều lệ hoàng gia Anh về buôn bán Á châu) đấu thầu và mua hàng hóa tại cuộc đấu giá ở Calcutta trước khi đi thuyền đến miền Nam Trung Quốc. Các tàu của Anh đã mang hàng hóa của họ đến các đảo ngoài khơi, đặc biệt là đảo Lintin, nơi các thương nhân Trung Quốc với những chiếc thuyền nhỏ nhanh lẹ và được vũ trang đã lấy hàng hóa vào đất liền để phân phối, trả tiền thuốc phiện bằng bạc.[23] Chính quyền nhà Thanh ban đầu chấp nhận nhập khẩu thuốc phiện vì nó tạo ra một loại thuế gián tiếp đối với các đối tượng Trung Quốc, vì việc tăng nguồn cung bạc cho các thương nhân nước ngoài thông qua việc bán thuốc phiện khuyến khích người châu Âu chi nhiều tiền hơn cho hàng hóa Trung Quốc. Chính sách này đã cung cấp cho các thương nhân Anh cần thiết để tăng đáng kể xuất khẩu chè từ Trung Quốc sang Anh, mang lại lợi nhuận cao hơn cho độc quyền nhà Thanh đối với xuất khẩu chè do kho bạc của đế quốc và các đại lý của nó nắm giữ tại Quảng Châu.
Năm 1773, công ty Đông Ấn Độ có được độc quyền mua nha phiến tại Ấn Độ, bèn khuyến kích trồng thêm, khống chế vận tải tiêu thụ. Trung Quốc mỗi năm nhập khẩu từ 4.000 rương lên đến 6.000 rương; mỗi rương giá từ 140 lạng bạc tăng lên đến 350 lượng. Năm 1796, Trung Quốc đình chỉ đánh thuế nha phiến, coi như hàng cấm. Sau đó 4 năm, Tổng đốc Lưỡng Quảng vạch rõ rằng nha phiến “đối với Di nước ngoài là đất bùn, nhưng đối với ta là hàng hóa bạc nén”, khiến cho dân nội địa trở thành thất nghiệp; ông là người đầu tiên tấu trình về mối họa nha phiến về khía cạnh kinh tế dân sinh.

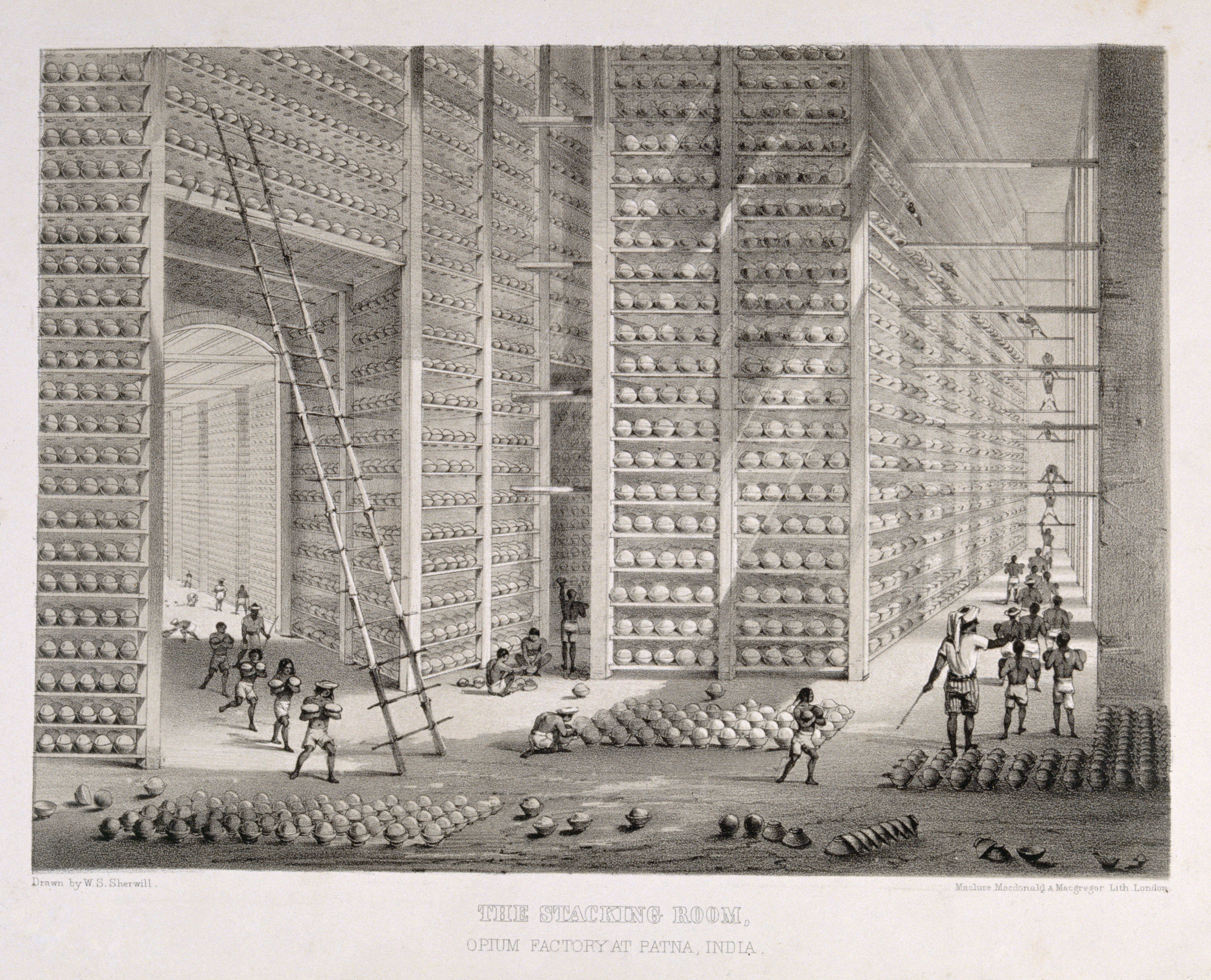
Nhà kho trữ nha phiến của Công ty Đông Ấn Anh, khoảng năm 1850

Tuy nhiên, việc sử dụng thuốc phiện tiếp tục tăng ở Trung Quốc, ảnh hưởng xấu đến sự ổn định xã hội. Từ Quảng Châu, thói quen này lan ra phía Bắc và Tây, ảnh hưởng đến các thành viên từ mọi tầng lớp xã hội Trung Quốc.[36] Sự lây lan này đã dẫn đến việc chính quyền nhà Thanh ban hành sắc lệnh chống ma túy vào năm 1780, sau đó là lệnh cấm hoàn toàn vào năm 1796 và lệnh của thống đốc bang dừng việc buôn bán vào năm 1799.[36] Để tuần hoàn các quy định ngày càng nghiêm ngặt ở Quảng Châu, các thương nhân nước ngoài đã mua các tàu cũ và chuyển chúng thành nhà kho nổi. Những chiếc tàu này đã được neo đậu ngoài khơi bờ biển Trung Quốc ở cửa sông Châu Giang trong trường hợp chính quyền Trung Quốc chống lại việc buôn bán thuốc phiện, vì các tàu của hải quân Trung Quốc gặp khó khăn khi hoạt động tại các vùng nước mở.[37] Các tàu thuốc phiện trong nước sẽ dỡ một phần hàng hóa của họ lên các nhà kho nổi này, nơi ma túy cuối cùng được mua bởi các đại lý thuốc phiện Trung Quốc. Bằng cách thực hiện hệ thống buôn lậu này, thương nhân nước ngoài có thể tránh được sự kiểm tra của các quan chức Trung Quốc và ngăn chặn sự trả thù đối của các người buôn bán hàng hóa hợp pháp, trong đó nhiều người buôn lậu cũng tham gia.
Vào đầu thế kỷ 19, các thương nhân Mỹ đã tham gia buôn bán và bắt đầu đưa thuốc phiện từ Thổ Nhĩ Kỳ vào thị trường Trung Quốc. Nguồn cung này có chất lượng kém hơn nhưng rẻ hơn, và sự cạnh tranh giữa các thương nhân Anh và Mỹ đã làm giảm giá thuốc phiện, dẫn đến một tăng sự sẵn có của thuốc cho người tiêu dùng Trung Quốc.[29] Nhu cầu về thuốc phiện tăng nhanh và có lãi ở Trung Quốc đến nỗi những người buôn thuốc phiện Trung Quốc (không giống như các thương nhân châu Âu, có thể đi quanh và bán hàng hóa hợp pháp trong nội địa Trung Quốc) bắt đầu tìm kiếm thêm nhà cung cấp thuốc phiện. Sự thiếu hụt nguồn cung đã thu hút nhiều thương nhân châu Âu tham gia buôn bán thuốc phiện ngày càng sinh lời để đáp ứng nhu cầu của Trung Quốc. Theo lời của một đại lý nhà giao dịch, "[Thuốc phiện] giống như vàng. Tôi có thể bán nó bất cứ lúc nào."[38] Từ năm 1804 đến 1820, giai đoạn mà kho bạc nhà Thanh cần tài trợ cho việc đàn áp khởi nghĩa Bạch Liên giáo và các xung đột khác, dòng tiền dần dần đảo ngược và các thương nhân Trung Quốc đã sớm xuất khẩu bạc để trả tiền thuốc phiện thay vào đó người châu Âu trả tiền cho hàng hóa Trung Quốc bằng kim loại quý.[39] Các tàu châu Âu và châu Mỹ đã có thể đến Quảng Châu với các tàu chứa đầy thuốc phiện, bán hàng hóa của họ, sử dụng tiền thu được để mua hàng hóa Trung Quốc và kiếm lợi nhuận dưới dạng thỏi bạc.[15] Bạc này sau đó sẽ được sử dụng để mua thêm hàng hóa Trung Quốc.[22] Trong khi thuốc phiện vẫn là mặt hàng có lợi nhất để buôn bán với Trung Quốc, các thương nhân nước ngoài bắt đầu xuất khẩu các loại hàng hóa khác, chẳng hạn như vải cotton bằng máy, mây, nhân sâm, lông thú, đồng hồ và các công cụ bằng thép. Tuy nhiên, những hàng hóa này không bao giờ đạt được mức độ quan trọng như ma túy, và cũng không quý bằng.[40][41]

### Thay đổi chính sách thương mại
Ngoài sự khởi đầu của buôn bán thuốc phiện, những đổi mới về kinh tế và xã hội đã dẫn đến sự thay đổi các thông số thương mại Trung-Âu rộng lớn hơn.[44] Sự công thức hóa kinh tế học cổ điển của Adam Smith và các nhà lý thuyết kinh tế khác đã khiến giới hàn lâm tin rằng chủ nghĩa trọng thương sẽ suy thoái ở Anh. Theo hệ thống trước đó, Hoàng đế Càn Long đã hạn chế giao thương với người nước ngoài trên đất Trung Quốc mà chỉ dành cho các thương nhân Trung Quốc được cấp phép, trong khi chính phủ Anh về việc ban hành một điều lệ độc quyền chỉ giao thương cho Công ty Đông Ấn Anh. Sự sắp đặt này không bị thách thức cho đến thế kỷ 19 khi ý tưởng về thương mại tự do được phổ biến ở phương Tây.[47] Thúc đẩy bởi cuộc cách mạng công nghiệp, Đế quốc Anh bắt đầu sử dụng sức mạnh hải quân đang phát triển của mình để truyền bá một mô hình kinh tế tự do rộng rãi, bao gồm các thị trường mở và thương mại quốc tế tương đối tự do, một chính sách phù hợp với mô hình kinh tế Smithian.[46] Lập trường về thương mại này nhằm mở ra thị trường nước ngoài cho các tài nguyên thuộc địa của Anh, cũng như cung cấp cho công chúng Anh tiếp cận nhiều hơn với hàng tiêu dùng như trà.[46] Ở Vương quốc Anh, việc áp dụng kim bản vị vào năm 1821 đã dẫn đến việc đế quốc đúc bạc được tiêu chuẩn hóa, tiếp tục làm giảm lượng bạc có sẵn cho thương mại ở châu Á và thúc đẩy chính phủ Anh nhấn mạnh thêm quyền thương mại ở Trung Quốc.
Trái ngược với mô hình kinh tế mới này, nhà Thanh tiếp tục sử dụng triết lý kinh tế Nho giáo-Diễm thiết luận, trong đó triều đình chính thức can thiệp chặt chẽ vào nền công nghiệp với mục đích duy trì sự ổn định xã hội.[23] Chính quyền nhà Thanh không hẳn là bài thương mại, việc thiếu nhu cầu nhập khẩu và thuế ngày càng nặng đối với hàng hóa xa xỉ đã hạn chế áp lực lên chính phủ để mở thêm cảng cho thương mại quốc tế.[49] Hệ thống phân cấp thương gia cứng nhắc của Trung Quốc cũng ngăn chặn các nỗ lực mở cảng cho các tàu và doanh nghiệp nước ngoài.[50] Các thương nhân Trung Quốc hoạt động trong nội địa muốn tránh những biến động của thị trường do hàng nước ngoài nhập khẩu cạnh tranh với hàng sản xuất trong nước, trong khi các gia đình công hành của Quảng Châu kiếm lời nhiều bằng cách giữ cho thành phố của họ là điểm giao dịch duy nhất. [49] [51] [ 50] [52]
Vào đầu thế kỷ 19, các cường quốc như Anh, Hà Lan, Đan Mạch, Nga và Hoa Kỳ bắt đầu tìm kiếm thêm quyền thương mại ở Trung Quốc.[53] Đầu tiên trong số các mối quan tâm của Tây phương là sự kết thúc của Hệ thống Quảng Châu và mở cửa thị trường tiêu dùng rộng lớn của Trung Quốc để giao thương. Anh đặc biệt tăng cường xuất khẩu sang Trung Quốc, đế quốc tuân theo kim bản vị do vậy buộc họ phải mua bạc và vàng từ châu Âu và Mexico để tiếp tục thúc đẩy nền kinh tế công nghiệp hóa đang nhanh chóng phát triển.[54] Nỗ lực của một đại sứ quán Anh (do Macartney lãnh đạo năm 1793), nhà truyền giáo của Hà Lan (dưới trướng Jacob van Braam năm 1794), Nga (do Yury Golovkin chủ trương năm 1805) và người Anh một lần nữa (Earl William Amherst năm 1816) đến thị trường Trung Quốc đều bị các Hoàng đế nhà Thanh liên tiếp phủ quyết.[28] Sau khi gặp Hoàng đế Gia Khánh vào năm 1816, Amherst đã từ chối thực hiện nghi lễ khấu đầu truyền thống, một hành động mà nhà Thanh coi là vi phạm nghiêm trọng lễ tắc. Amherst và nhóm của ông bị trục xuất khỏi Trung Quốc, một cuộc quở trách ngoại giao khiến chính phủ Anh phẫn nộ. [55]
Khi các thương nhân Anh có được ảnh hưởng ngày càng tăng ở Trung Quốc, Vương quốc Anh đã củng cố sức mạnh quân sự của họ ở miền Nam Trung Quốc. Anh bắt đầu gửi tàu chiến để chống cướp biển trên sông Châu Giang, và vào năm 1808 đã thành lập một đơn vị quân đội đồn trú thường trực tại Ma Cao để chống lại các cuộc tấn công của Pháp.[56]

### Thương nhân nước ngoài tại Quảng Châu
Khi thương mại với Trung Quốc vận hành bằng thuốc phiện gia tăng về phạm vi và giá trị, sự hiện diện của ngoại quốc tại Quảng Châu và Ma Cao cũng tăng lên về quy mô và tầm ảnh hưởng. Quận Mười ba nhà máy của Quảng Châu tiếp tục được mở rộng và được coi là "khu phố nước ngoài".[23] Một số lượng nhỏ thương nhân bắt đầu ở lại quanh năm (hầu hết các thương nhân sống ở Ma Cao trong những tháng mùa hè, sau đó chuyển đến Quảng Châu vào mùa đông),[57] và một phòng thương mại địa phương được thành lập. Trong hai thập kỷ đầu của thế kỷ 19, thương mại ngày càng tinh vi (và có lợi nhuận) giữa châu Âu và Trung Quốc cho phép một nhóm thương nhân châu Âu vươn lên vị trí có tầm quan trọng lớn ở Trung Quốc.[58] Đáng chú ý nhất trong số những nhân vật này là William Jardine và James Matheson (người sau này thành lập Jardine Matheson), thương nhân người Anh điều hành một doanh nghiệp ký gửi và vận chuyển ở Quảng Châu và Macau. Trong khi cặp đôi kinh doanh hàng hóa hợp pháp, họ cũng thu được lợi nhuận lớn từ việc bán thuốc phiện. Jardine đặc biệt có hiệu quả trong việc điều hướng môi trường chính trị của Quảng Châu để cho phép nha phiến được buôn lậu vào Trung Quốc.[27] Ông cũng khinh miệt hệ thống luật pháp Trung Quốc, và thường sử dụng ảnh hưởng kinh tế của mình để đối phó chính quyền Trung Quốc.[27] Điều này bao gồm kiến nghị của ông (với sự hỗ trợ của Matheson) cho chính phủ Anh nhằm cố gắng giành quyền thương mại và sự công nhận chính trị từ Đế quốc Trung Hoa, bằng vũ lực nếu cần thiết. Ngoài thương mại, một số nhà truyền giáo phương Tây đã tới và bắt đầu truyền đạo Kitô giáo cho người Trung Quốc. Trong khi một số quan chức dung túng cho điều này (họ đã có trụ sở tại Macau hoạt động ở Trung Quốc từ đầu thế kỷ 17), một số quan chức đã đụng độ với các Kitô hữu tại Trung Quốc, làm gia tăng căng thẳng giữa các thương nhân phương Tây và các quan chức nhà Thanh.[52][59]
Trong khi cộng đồng nước ngoài tại Quảng Châu lan rộng ảnh hưởng, chính quyền địa phương bắt đầu chịu sự bất hòa dân sự bên trong Trung Quốc. Bạch liên giáo nổi dậy (1796-1804) đã làm cạn kiệt kho bạc của nhà Thanh, buộc chính phủ phải đánh thuế ngày càng nặng đối với các thương nhân. Các loại thuế này không giảm sau khi cuộc nổi loạn bị tiêu diệt, vì chính phủ Trung Quốc đã bắt đầu một dự án lớn để sửa chữa các tài sản của nhà nước trên sông Hoàng Hà, được gọi là "Bảo tồn sông Hoàng Hà".[60] Các thương nhân của Quảng Châu cũng bị đánh thuế để đóng góp ngăn ngừa thổ phỉ và trộm cướp. Những khoản thuế này đè nặng lên lợi nhuận của các thương nhân công hành; đến thập niên 1830, công hành một thời từng thịnh vượng giờ lại nghèo đi rất nhiều. Ngoài ra, giá trị đồng nội tệ của Trung Quốc tụt giảm dẫn đến việc nhiều người ở Quảng Châu sử dụng tiền bạc ngoại quốc (tiền Tây Ban Nha có giá trị cao nhất, tiếp theo là tiền Mỹ)[61] vì chúng quy đổi ra lượng bạc cao hơn; điều này cho phép Quảng Châu đúc được nhiều đồng tiền Trung Quốc từ một vài đồng tiền phương tây nung chảy, làm tăng đáng kể tài sản của thành phố, doanh thu thuế và khiến nền kinh tế nơi đây lệ thuộc hơn vào các thương nhân nước ngoài.[52][62]

### Nhà Thanh cấm thuốc phiện

Biểu đồ thể hiện số nha phiến mà Trung Quốc nhập vào nội địa theo năm.

Triều đình nhà Thanh đã tranh luận về việc có nên chấm dứt buôn bán thuốc phiện hay không, nhưng những nỗ lực của họ nhằm ngăn chặn việc lạm dụng thuốc phiện rất phức tạp bởi các quan chức địa phương và cồng hành, người đã kiếm được rất nhiều từ các khoản hối lộ và thuế liên quan đến buôn bán ma túy.[37] Những nỗ lực của các quan chức nhà Thanh trong việc kiềm chế nhập khẩu thuốc phiện thông qua các quy định về tiêu thụ dẫn đến sự gia tăng buôn lậu ma túy của các thương nhân châu Âu và Trung Quốc, và tham nhũng tràn lan.[42][12] Năm 1810, Hoàng đế Đạo Quang đã ban hành một sắc lệnh liên quan đến cuộc khủng hoảng thuốc phiện, tuyên bố,
Thuốc phiện có tác hại. Thuốc phiện là một chất độc, làm suy yếu phong tục và đạo đức tốt của chúng ta. Việc sử dụng nó bị cấm theo luật. Bây giờ, tên tiện dân, Yang, dám đưa nó vào Tử Cấm Thành. Thật vậy, hắn đã coi thường vương pháp!
Tuy nhiên, gần đây người mua, người ăn và người tiêu dùng thuốc phiện đã trở nên đông đảo. Những thương nhân lừa dối mua và bán nó để kiếm lợi nhuận. Nhà hải quan tại Cổng Ch'ung-wen ban đầu được thiết lập để giám sát việc thu gom hàng nhập khẩu (không có trách nhiệm liên quan đến buôn lậu thuốc phiện). Nếu chúng ta giới hạn việc tìm kiếm thuốc phiện tại các cảng biển, chúng ta e sợ việc tìm kiếm sẽ không đủ kỹ lưỡng. Chúng ta cũng nên ra lệnh cho tổng chỉ huy của lính trị an và lính trị an tại năm cổng cấm thuốc phiện và tìm kiếm nó ở tất cả các cổng. Nếu họ bắt giữ bất kỳ kẻ vi phạm nào, chúng sẽ bị trừng phạt ngay lập tức và thuốc phiện phải được hủy ngay lập tức. Đối với Kwangtung [Quảng Đông] và Fukien [Phúc Kiến], các tỉnh mà thuốc phiện xuất hiện, ta ra lệnh cho các phó vương, quản đốc và giám thị hải quan hàng hải tiến hành lục soát thuốc phiện thật kỹ lưỡng và tiêu hủy nguồn cung cấp. Họ không được bỏ qua chỉ thị này và cho phép thuốc phiện được buôn lậu!

Từ năm 1809 đến 1817, nhà Thanh có 5 lần ra chỉ dụ cấm thuốc phiện. Thuyền nước ngoài tiến đến cửa khẩu, do Hàng thương cam kết bảo chứng rằng không chở nha phiến, nếu tra ra thuyền bị đuổi về, những người buôn bán riêng với người nước ngoài bị trừng trị nặng. Nhưng rồi trở thành vô hiệu, gian dân và quan địa phương cấu kết chia lời, thương thuyền Cảng Cước chuyển vận số lượng lớn, giao dịch buôn bán ngay tại Áo Môn, Hoàng Phố.
Đầu thế kỷ thứ 19, mậu dịch chính quy tại Trung Quốc phần lớn xuất siêu. Năm 1812, hàng nhập khẩu hóa giá trị 1.270 vạn lượng, xuất khẩu ước 1.510 vạn lượng; năm 1813, nhập khẩu 1.260 vạn lượng, xuất khẩu ước 1.290 vạn lượng. Số liệu này căn cứ vào sổ bạ của Hàng thương tại Quảng Châu. Nhưng nha phiến là vật cấm, không ghi vào sổ bạ; nếu đem tất cả nha phiến nhập vào, thì số nhập siêu đã rất lớn. Năm 1818, số hàng nhập khẩu là 1.880 vạn lượng, xuất khẩu khoảng 1400 vạn lượng, nếu kể thêm 300 vạn lượng nha phiến nhập vào thì số nhập siêu của Trung Quốc lên tới trên 700 vạn lượng bạc.
Đời Gia Khánh cấm thuốc phiện bị thất bại, Đầu thời Đạo Quang, vấn đề này được nhà đương cục quan tâm. Số lượng nha phiến tiêu thụ vẫn tiếp tục tăng: từ năm 1821-1828, trung bình mỗi năm hơn 9.000 rương; 1828-1835, 18.000 rương; 1835-1838, hơn 39.000 rương. Mỗi rương giá bình quân 400 lượng. Đầu thế kỷ thứ 19, người Mỹ mua thuốc phiện từ Thổ Nhĩ Kỳ chuyển đến Quảng Châu, mỗi năm cũng đến trên 1.000 rương. Sau năm 1831, nhờ bán thuốc phiện, mỗi năm người Anh lấy bạc nén từ Quảng Châu đến 400 vạn lượng; những điều cấm đoán chỉ ghi trên giấy tờ, còn cái họa về nha phiến và thất thoát bạc nén thì ngày càng nghiêm trọng.Dưới thời Thanh, dân chúng mua bán bằng tiền đồng, nhưng ngân khố quốc gia lấy bạc nén làm chuẩn. Nhân dân nạp thuế đều căn cứ vào giá bạc nén cao hạ, dùng tiền nộp. Bởi vậy giá bạc nén ảnh hưởng lớn đến dân sinh. Do bạc chảy ra nước ngoài ngày càng nhiều (để nhập khẩu thuốc phiện), giá bạc nén càng cao, khiến vật giá tăng cao, nhân dân phải dùng nhiều tiền đồng nạp thuế. Cuối thế kỷ thứ 18, 1 lượng bạc đổi được 7 hoặc 8 trăm tiền đồng; đầu thế kỷ thứ 19, đổi được trên dưới 1.000 tiền đồng; từ 1821-1838, từ 1.200, 1.300 đến trên 1.600 tiền đồng; trong vòng 40 năm giá bạc nén tăng lên gấp đôi. Nhà nông không có đủ tiền để nạp thuế đúng hạn, tài chính thiếu thốn, nhà đương cục buộc phải chú ý đến bạc nén tuồn ra do buôn lậu nha phiến.
Bạc nén thất thoát chưa phải vấn đề lớn nhất, mà cái chính là thuốc phiện vốn là chất độc “tuyệt nhân mệnh lại tổn thương nguyên khí”. Nguồn thuốc phiện càng rộng, tiêu thụ càng lớn thì bạc càng thiếu hụt, quốc kế dân sinh càng khó khăn, phong tục càng đồi bại. Một sỹ phu nhận xét: “Trên thì quan phủ, khoa bảng thân sĩ; dưới đến công, thương, con hát, tôi đòi; cho đến phụ nữ, tăng ni, đạo sĩ, đều hút thuốc phiện. Một khi đã nghiền, thì một giờ không bỏ được, gia đình trung lưu thường bị phá sản; thứ khói thuốc này quấy nhiễu trăm mạch, đưa đến bệnh hoạn, lâu rồi tinh thần đại hao, không thể cứu trị.” Vua Đạo Quang từng nói “Vật này không cấm tuyệt, khiến lưu hành trong nội địa, không những tan nhà, mà còn tan cả nước.”
Vài năm 1839, Hoàng đế Đạo Quang đã bác bỏ đề nghị hợp pháp hoá và thu thuế thuốc phiện, đã bổ nhiệm Lâm Tắc Từ xử lý vấn đề bằng cách bãi bỏ việc buôn bán thuốc phiện. 

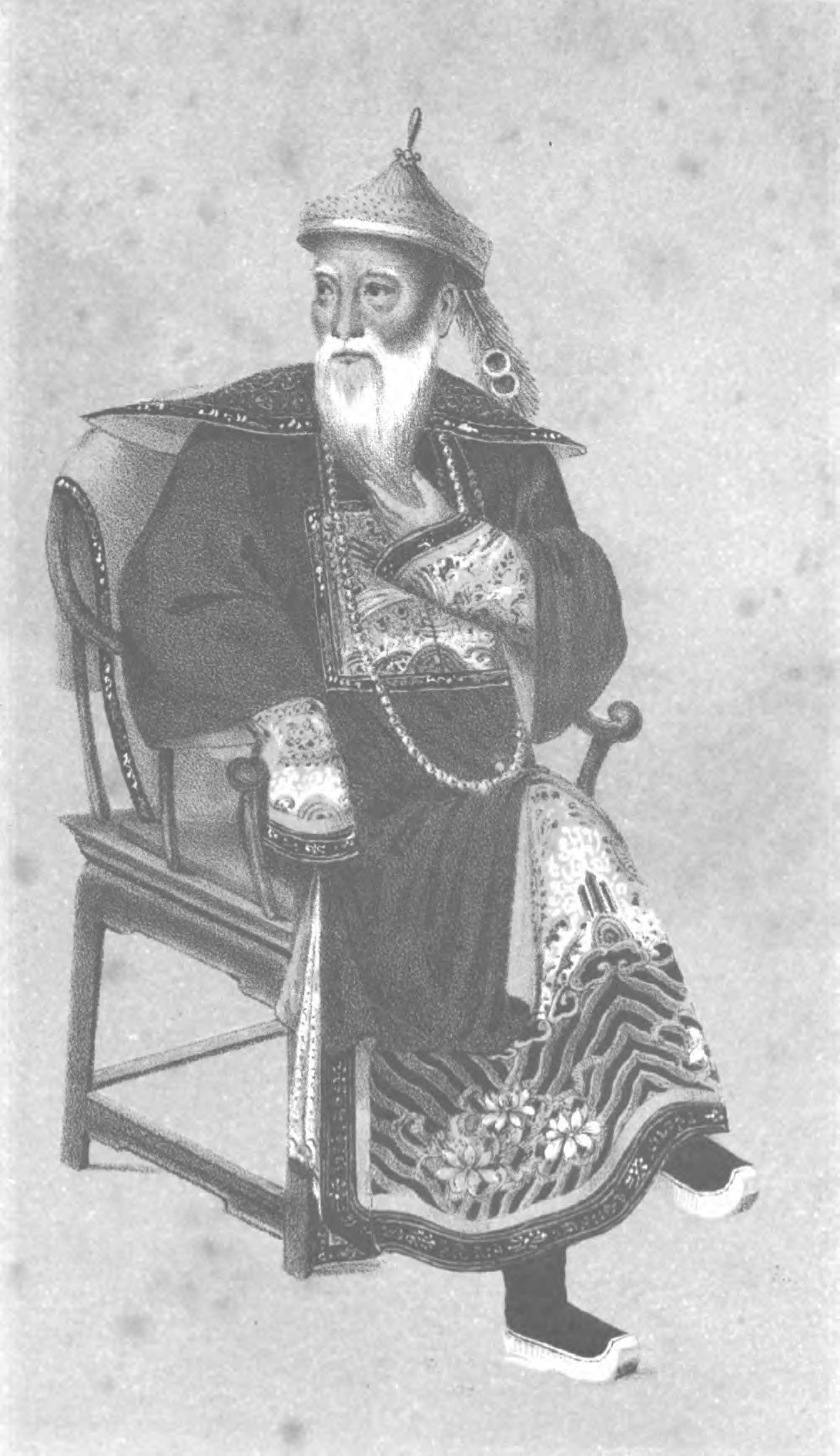
Tranh vẽ Lâm Tắc Từ

Lâm Tắc Từ [1785-1850] người tỉnh Phúc Kiến, xuất thân Tiến sĩ; lúc 48 tuổi giữ chức Tuần phủ Giang Tô, 53 tuổi Tổng đốc Hồ Quảng. Ông ta là người tài đức kiêm toàn, ngôn hành xứng với chức vụ, thanh liêm chính trực. Ông rất lưu tâm đến thời cuộc, “mắt thấy nha phiến vô cùng độc hại, tâm lòng như sôi sục”. Trong thời gian giữ chức Tuần phủ Giang Tô [1832-1833] đã tối thiểu hai lần dâng tấu đề cập đến họa nha phiến, “đối với cái hại cho quốc kế dân sinh, lửa giận khiến tóc muốn dựng đứng lên”, “Nha phiến nếu không cấm tuyệt, thì nước mỗi ngày một nghèo, dân mỗi ngày một yếu; chỉ hơn chục năm sau, trung nguyên không còn quân mạnh có thể ngự địch, không có bạc nén để lo quân lương”. Ông hết sức ủng hộ việc mạnh tay cấm thuốc phiện. Ông lập luận cái hại của nha phiến quá sâu, phép thường không thể ngăn chặn được, dùng tử hình cấm thuốc phiện chính hợp với đạo lý “trị tội chết một kẻ để người khác không còn phải chết thêm”.
Lâm Tắc Từ nhấn mạnh cái hại của nha phiến qua hai lãnh vực kinh tế, quốc phòng khiến vua Đạo Quang rất xúc động, trong ngày ban chiếu chỉ tưởng lệ, triệu Lâm Tắc Từ đến gặp mặt; trong 7 ngày từ ngày 28/12/1838 đến 3/1/1839 gặp 8 lần, mỗi lần khoảng 1 giờ rưỡi. Ban cho chức Khâm sai đại thần, tra biện hải khẩu Quảng Đông, tiết chế Thủy sư, với trọng trách thanh tra nha phiến. Đồng thời mệnh Tổng đốc, Tuần phủ Quảng Đông ra sức hợp tác, nhắm “trừ sạch ô uế, đoạn tuyệt gốc rễ”. Lâm Tắc Từ cũng biết “thân hãm nguy cơ, nhưng từ chối không được, chỉ biết đem hết lòng thành, mong trừ mối họa lớn cho Trung nguyên”. Vua Đạo Quang thì “huấn dụ thiết tha, ủy nhiệm trọng chức”, khiến Lâm Tắc Từ “chảy nước mắt nhận chức, còn họa phúc vinh nhục không màng đến”.

## Căng thẳng leo thang

### Triệt phá đường dây buôn bán thuốc phiện
Đến năm 1838, người Anh đã bán khoảng hơn 1.400 tấn thuốc phiện mỗi năm cho Trung Quốc. Hợp pháp hóa buôn bán thuốc phiện là chủ đề của cuộc tranh luận đang diễn ra trong chính quyền Trung Quốc, nhưng một đề xuất hợp pháp hóa chất ma túy đã liên tục bị từ chối, và vào năm 1838, chính phủ bắt đầu tích cực tuyên án những kẻ buôn bán ma túy Trung Quốc.
Năm 1839, Hoàng đế Đạo Quang bổ nhiệm Lâm Tắc Từ vào chức vụ Khâm sai đặc biệt với nhiệm vụ diệt trừ buôn lậu thuốc phiện. Sau khi lãnh trách nhiệm lập tức điều tra việc nhập hàng lậu tại Quảng Đông, cùng giao cho Tổng đốc, Tuần phủ tra bắt gian thương. Vào ngày 10/3/1839, Lâm Tắc Từ ban ra 2 đạo dụ đưa cho người ngoại quốc, nội dung buôn thuốc phiện là tội, lệ cấm rất nghiêm, không thể buôn lén; các phà chở nha phiến phải mang nộp quan, không được tàng trữ chút nào. Lại đưa ra bản cam kết bằng chữ Hán và chữ nước ngoài, cam đoan “Từ nay thuyền đến không được chở kèm nha phiến; nếu mang đến, một khi bắt được, hàng hóa phải nạp quan, bản thân chịu tội chết, thuận tình cam chịu tội”. Ông nhấn mạnh pháp luật phải thi hành “Nếu một ngày chưa hết nha phiến, thì bản Đại thần chưa trở về; thề thủy chung với công việc này, không có lý gì để dừng lại.” Gần 100 năm nay, chính phủ Trung Quốc đối với việc thông thương với Tây phương, chưa bao giờ kiên quyết như vậy.
Lâm Tắc Từ đã viết một bức thư ngỏ tới Victoria của Anh đặt câu hỏi về hành vi đạo đức của chính phủ Anh. Trích dẫn Vương quốc Anh đã cấm hút thuốc phiện, Lâm Tắc Từ đặt câu hỏi về chuẩn mực đạo đức của nước Anh khi họ dung túng cho thương nhân Anh buôn bán một mặt hàng rõ ràng bị cấm ở chính quốc họ. Ông viết: "Bệ hạ trước đây chưa được thông báo về vấn đề này một cách chính thức và người có thể biện hộ cho sự thiếu hiểu biết về mức độ nghiêm trọng trong luật pháp của chúng tôi, nhưng giờ đây tôi đảm bảo rằng chúng tôi sẽ triệt hủy thứ thuốc có hại này mãi mãi." Nội dung chiếu hội trình bày việc thông thương cần có lợi cho hai bên, không thể “dùng vật hại người để mưu cầu không chán”. Nước Anh cấm nha phiến rất nghiêm, đã biết rõ cái hại của nha phiến; vậy thì "cái mà không dùng để hại nước Anh, không thể chuyển sang hại Trung Quốc", và “Giả sử người Anh không mang thuốc phiện đến, thì người Hoa lấy đâu mà mua, lấy đâu mà hút... Người ta giết một mạng người, thì phải đền mạng, huống hồ thuốc phiện hại người, nào chỉ một mạng!”. Xét theo đạo đức thì lập luận của Lâm Tắc Từ không sai vào đâu; nhưng theo quan điểm vụ lợi của chủ nghĩa tư bản Tây phương thì lời tỉnh cầu của ông chỉ là vô nghĩa.
Bức thư này chưa từng được chuyển tới Nữ hoàng, với một nguồn cho rằng nó đã bị mất trong quá trình quá cảnh. Lâm Tắc cam kết rằng sẽ không có gì khiến ông rời bỏ nhiệm vụ: "Nha phiến nếu không cấm tuyệt, thì nước mỗi ngày một nghèo, dân mỗi ngày một yếu; chỉ hơn chục năm sau, trung nguyên sẽ không còn quân mạnh để ngự địch, không có bạc nén để lo quân lương". Ông ra lệnh cấm thuốc phiện và yêu cầu tất cả các nguồn cung cấp thuốc phải giao nộp lại cho nhà cầm quyền Trung Quốc. Ông cho phong tỏa cửa sông Châu Giang, bắt giữ các thương nhân người Anh ở Quảng Châu. Cùng với việc thu giữ các kho dự trữ thuốc phiện trong nhà chứa và mười ba nhà máy, quân đội Trung Quốc lên tàu của Anh ở sông Châu Giang và Biển Đông để tiêu hủy số hàng nha phiến trên tàu.

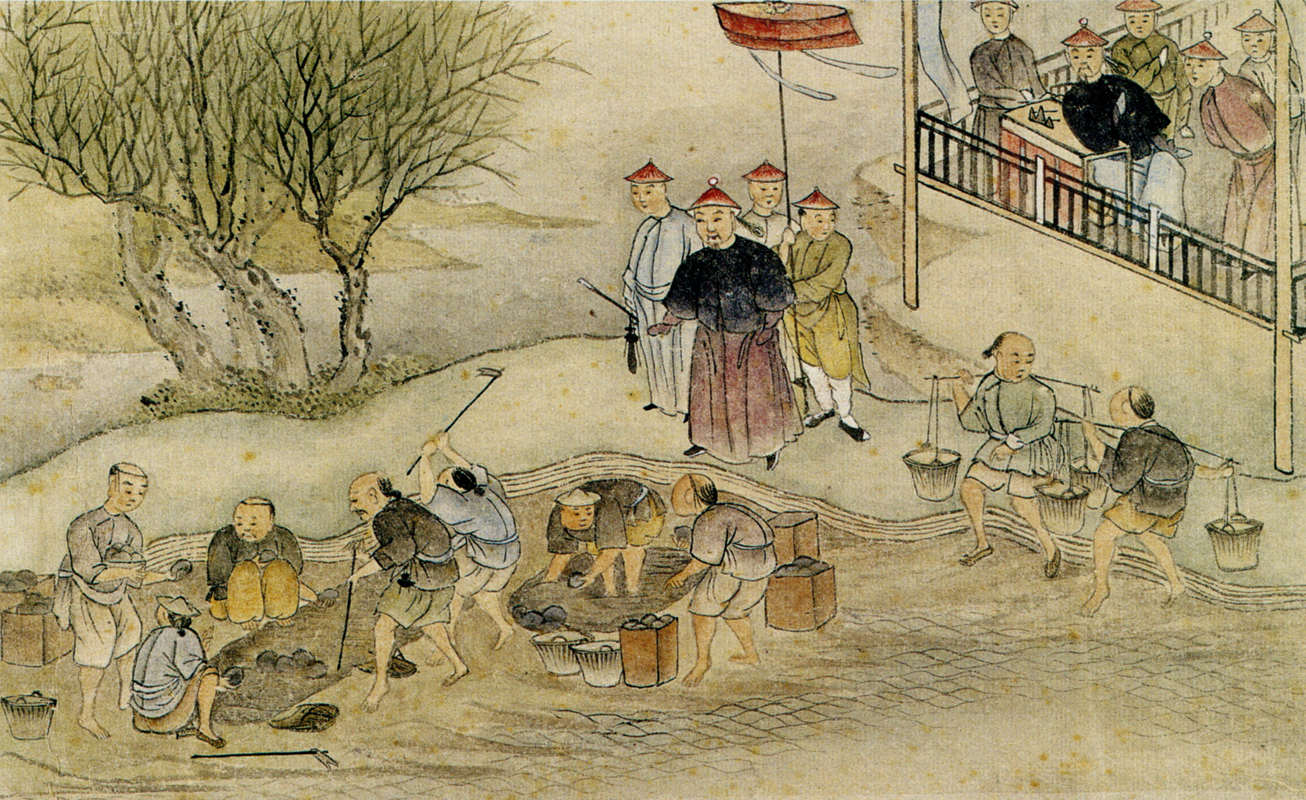
Lâm Tắc Từ giám sát việc thiêu hủy thuốc phiện

Tổng Giám đốc Thương mại Anh tại Trung Quốc, Charles Elliot, đã phản đối quyết định cưỡng chế các kho dự trữ thuốc phiện. Ông ra lệnh cho tất cả các tàu chở thuốc phiện chạy trốn và chuẩn bị cho chiến trận. Lâm Tắc Tứ đã đáp trả bằng cách bao vây các đại lý nước ngoài ở khu vực ngoại quốc của tỉnh Quảng Châu và ngăn cản liên lạc với các tàu của họ neo đậu tại cảng. Để xoa dịu tình hình, Elliot đã thuyết phục các thương nhân người Anh hợp tác với chính quyền Trung Quốc và giao nộp kho thuốc phiện của họ với lời hứa rằng chính phủ Anh sẽ bồi thường cho thiệt hại này. Trong khi điều này là sự thừa nhận ngầm rằng chính phủ Anh không bất đồng với việc buôn bán thuốc phiện, thì nó cũng đặt một áp lực rất lớn lên tài chính quốc gia. Lời hứa này và sự bất lực của chính phủ Anh trong việc trả nó mà không gây ra một cơn bão chính trị, là một casus belli quan trọng cho cuộc tấn công tiếp theo của Anh. Vào tháng 4 và tháng 5 năm 1839, các đại lý của Anh và Mỹ đã giao nộp 20.283 rương và 200 bao thuốc phiện. Kho dự trữ đã bị phá hủy công khai trên bãi biển bên ngoài tỉnh Quảng Châu.
Sau khi đống thuốc phiện bị tịch thu, thương mại được khởi động lại với điều kiện nghiêm ngặt là không còn thuốc phiện nào được vận chuyển vào Trung Quốc. Tìm cách để giám sát nền ngoại thương và thanh trừng tham nhũng, Lâm và các cố vấn của ông quyết định cải tổ hệ thống trái phiếu hiện có. Theo hệ thống này, một thuyền trưởng nước ngoài và thương gia công hành, người đã mua hàng hóa từ tàu sẽ thề rằng tàu không mang hàng hóa bất hợp pháp Khi kiểm tra hồ sơ của cảng, Lâm đã rất tức giận khi thấy rằng trong 20 năm kể từ khi thuốc phiện được tuyên bố là bất hợp pháp, không có một vi phạm nào được báo cáo. Do đó, Lâm yêu cầu tất cả các thương nhân nước ngoài và các quan chức nhà Thanh ký một bộ luật mới thề rằng sẽ không buôn bán thuốc phiện nêu không sẽ bị hình phạt tử hình. Chính phủ Anh phản đối việc đạo luật này, cảm thấy rằng nó vi phạm nguyên tắc thương mại tự do, nhưng một số thương nhân không buôn bán thuốc phiện (như Olyphant & Co.) sẵn sàng ký chống lại lệnh của Elliot. Buôn bán hàng hóa thường xuyên tiếp tục không suy giảm, và sự khan hiếm thuốc phiện gây ra bởi việc chiếm giữ các kho hàng nước ngoài khiến thị trường chợ đen phát triển mạnh mẽ. Một số tàu buôn mới đến đã có thể biết về lệnh cấm thuốc phiện trước khi họ vào cửa sông Châu Giang, và vì vậy họ dỡ hàng hóa tại đảo Lintin. Cơ hội tạo ra bởi giá thuốc phiện tăng mạnh đã bị để mắt tới bởi một số nhà buôn và người buôn lậu công hành, những người có thể trốn tránh các nỗ lực của khâm sai Lâm và buôn lậu thuốc phiện vào Trung Quốc. Giám thị Elliot nhận thức được các hoạt động của những kẻ buôn lậu tại Lintin và bị ra lệnh ngăn chặn chúng, nhưng ông lại sợ rằng bất kỳ động thái nào của Hải quân Hoàng gia có thể gây ra một cuộc chiến và do đó ông không muốn can thiệp.

### Đụng độ tại Cửu Long
Đầu tháng 7 năm 1839, một nhóm thủy thủ thương gia người Anh ở Cửu Long say xỉn sau khi uống rượu mùi gạo. Hai trong số người thủy thủ này đã trở nên quá khích và đánh chết Lâm Weixi, một người dân trú tại làng Tiêm Sa Chủy gần đó. Elliot đã ra lệnh bắt giữ hai kẻ giết người đó, và trả tiền bồi thường cho gia đình và làng của Lâm. Tuy nhiên, ông từ chối yêu cầu bàn giao các thủy thủ lại cho chính quyền Trung Quốc, vì sợ rằng họ sẽ bị tử hình theo luật pháp Trung Quốc. Khâm sai Lâm Tắc Từ coi đây là một chướng ngại công lý, và ra lệnh phải giao nộp hai người thủy thủ. Thay vào đó, Elliot đã tổ chức một phiên tòa xét xử cho hai phạm nhân trên một chiếc chiến hạm trên biển, với chính ông là thẩm phán và thuyền trưởng của tàu làm bồi thẩm. Ông mời chính quyền nhà Thanh quan sát và bình luận về quá trình tố tụng, nhưng lời đề nghị bị từ chối.[86] Tòa án hải quân đã kết án 5 thủy thủ tội tấn công và bạo loạn, và phạt tiền cùng với lao động nặng nhọc ở Anh (bản án này sau đó bị lật lại tại các tòa án ở Anh).
Phẫn nộ vì hành động vi phạm chủ quyền của Trung Quốc, Lâm rút lại những người lao động Trung Quốc tại Ma Cao và ban hành sắc lệnh ngăn chặn việc bán thực phẩm cho người Anh. Các tàu chiến Trung Quốc được triển khai đến cửa sông Châu Giang, trong khi các biển hiệu được đặt và tin đồn lan truyền rằng họ đã đầu độc các suối nước ngọt truyền thống được sử dụng để phục hồi các tàu buôn nước ngoài. Vào ngày 23 tháng 8, con tàu thuộc về một thương nhân buôn thuốc phiện nổi tiếng đã bị tấn công bởi những tên cướp biển Lican khi đang đi xuôi dòng từ Quảng Châu đến Ma Cao. Người Anh tin rằng lính Trung Quốc chịu trách nhiệm cho cuộc tấn công và Elliot đã ra lệnh cho tất cả các tàu của Anh rời khỏi bờ biển Trung Quốc trước ngày 24 tháng 8. Cùng ngày đó, Ma Cao cấm các tàu của Anh ra khỏi cảng theo yêu cầu của Lâm. Khâm sai đã đến thành phố trực tiếp, nơi ông được một số người dân chào đón như một anh hùng đã giúp khôi phục luật pháp và trật tự. Cuộc tẩu thoát khỏi Ma Cao đảm bảo rằng đến cuối tháng 8, hơn 60 tàu của Anh và hơn 2000 người giờ đang trôi nổi trên thuyền ở ngoài khơi Trung Quốc, nhu yếu phẩm cạn kiệt nhanh chóng. Vào ngày 30 tháng 8, HMS Volage đến để bảo vệ hạm đội khỏi một cuộc tấn công tiềm tàng của Trung Quốc và Elliot cảnh báo chính quyền nhà Thanh ở Cửu Long rằng lệnh cấm vận đối với thực phẩm và nước phải sớm được chấm dứt.
Sáng sớm ngày 4 tháng 9, Elliot phái một thuyền buồm dọc được vũ trang và thuyền một buồm đến Cửu Long để mua lương thực từ nông dân Trung Quốc. Hai chiếc tàu đã tiếp cận với ba tàu chiến Trung Quốc tại bến cảng và xin phép cho người xuống để mua đồ tiếp tế. Người Anh được cho phép thông qua và các nhu yếu phẩm cơ bản được cung cấp cho người Anh bởi các thủy thủ Trung Quốc, nhưng chỉ huy pháo đài Cửu Long không cho phép người dân địa phương giao dịch với người Anh và giam giữ người dân trong khu định cư. Tình hình ngày càng căng thẳng hơn khi ngày tiếp tục, và vào buổi chiều Elliot đưa ra tối hậu thư rằng, nếu người Trung Quốc không cho phép người Anh mua đồ tiếp tế, họ sẽ khai hỏa. Thời hạn 3:00 chiều do Elliot đặt ra bị bỏ qua và các tàu của Anh đã nổ súng vào các tàu Trung Quốc. Tàu Trung Quốc bắn trả, và pháo Trung Quốc trên đất liền bắt đầu nã vào các tàu của Anh. Màn đêm buông xuống, tàu Trung Quốc tháo chạy, kết thúc trận Cửu Long. Nhiều sĩ quan Anh muốn tiến hành một cuộc đột kích trên bộ vào pháo đài Cửu Long ngày hôm sau, nhưng Elliot đã quyết định chống lại nó, nói rằng một hành động như vậy sẽ gây ra "thương tích và uất ức lớn" cho cư dân của thị trấn. Sau cuộc giao tranh, Elliot lưu hành một bài báo ở Cửu Long, có nói;
Người Anh Quốc không muốn gì ngoài hòa bình; nhưng họ không thể bị đầu độc và bỏ đói. Những chiến hạm Đế quốc không muốn quấy rầy hay cản trợ; nhưng chúng không thể ngăn cấm người ta buôn bán. Bỏ đói con người là một hành động không có thiện ý và thù địch.

Sau khi đánh đuổi tàu Trung Quốc, hạm đội Anh bắt đầu mua các nhu yếu phẩm từ dân làng địa phương, thường với sự trợ giúp của các quan chức Trung Quốc bị mua chuộc ở Cửu Long. Lại Ân Tước, chỉ huy địa phương tại Cửu Long, tuyên bố rằng một chiến thắng đã giành được trước người Anh. Ông khẳng định rằng một tàu chiến hai buồm của Anh đã bị đánh chìm, và 40-50 người Anh đã bị giết. Ông cũng báo cáo rằng người Anh đã không thể có được nguồn tiếp tế, nhưng báo cáo này lại thiếu chính xác ở chỗ nó quá coi thường sức mạnh Hải quân Hoàng gia.

### Trận Xuyên Tỵ lần thứ nhất
Vào cuối tháng 10 năm 1839, tàu buôn Thomas Coutts đã đến Trung Quốc và dong buồm đến Quảng Châu. Các thành viên Giáo Hữu Hội của Thomas Coutts không buôn bán thuốc phiện do họ theo tôn giáo, một thực tế mà chính quyền Trung Quốc đã biết. Thuyền trưởng của tàu, Warner, tin rằng Elliot đã vượt quá thẩm quyền pháp lý khi cấm thương nhân ký kết điều khoản "không buôn bán thuốc phiện", và đàm phán với Tuần phủ Quảng Châu. Warner hy vọng rằng tất cả các tàu của Anh không mang thuốc phiện có thể dỡ hàng hóa hợp pháp tại Xuyên Tỵ, một hòn đảo gần Hổ Môn.
Để ngăn chặn các tàu khác của Anh làm theo tiền lệ của con tàu Thomas Coutts, Elliot đã ra lệnh phong tỏa vận chuyển của Anh ở sông Châu Giang. Giao tranh bắt đầu vào ngày 3 tháng 11 năm 1839, khi một con tàu thứ hai của Anh, Royal Saxon, đang đi đến Quảng Châu. HMS Volage và HMS Hyacinth của Hải quân Hoàng gia Anh đã nổ súng cảnh cáo Royal Saxon. Để đáp lại sự hỗn loạn này, một hạm đội tàu mảnh Trung Quốc dưới sự chỉ huy của Quan Thiên Bồi đã ra khơi để bảo vệ con tàu Royal Saxon. Trận Xuyên Tỵ lần thứ nhất sau đó đã dẫn đến sự huỷ diệt của bốn con tàu mảnh và sự rút lui của cả hai hạm đội. Báo cáo chính thức của hải quân nhà Thanh về Trận Xuyên Tỵ tuyên bố rằng họ đã thành công trong việc bảo vệ tàu buôn Anh và báo cáo một chiến thắng vang dội. Trên thực tế, tàu của họ lỗi thời hơn hẳn tàu Anh và nhiều tàu Trung Quốc cũng bị vô hiệu hóa. Elliot báo cáo rằng hải đoàn của ông đang bảo vệ 29 tàu Anh ở Xuyên Tỵ, và đang chuẩn bị cho một cuộc phản công của nhà Thanh. Lo sợ rằng Trung Quốc sẽ từ chối bất kỳ sự liên lạc nào với người Anh và sẽ tấn công với bè lửa, ông ra lệnh cho tất cả các tàu rời khỏi Xuyên Tỵ và tiến tới Đồng La Loan, cách Ma Cao 20 dặm (30 km), hy vọng rằng khu vực neo đậu ngoài khơi sẽ xa khỏi tầm với của Lâm. Elliot đã yêu cầu Adrião Acácio da Silveira Pinto, thống đốc Ma Cao người Bồ Đào Nha, cho phép các tàu của Anh dỡ hàng hóa của họ ở đó để đổi lấy tiền và bất kỳ nghĩa vụ nào. Thống đốc đã từ chối vì sợ rằng Trung Quốc sẽ ngừng cung cấp thực phẩm và các nhu yếu phẩm khác cho Ma Cao, và vào ngày 14 tháng 1 năm 1840, Hoàng đế Đạo Quang đã yêu cầu tất cả các thương nhân nước ngoài ở Trung Quốc ngừng hỗ trợ cho người Anh.

### Phản ứng tạiAnh

#### Tranh luận của quốc hội
Sau cuộc đàn áp của Trung Quốc về buôn bán thuốc phiện, các cuộc thảo luận đã nảy sinh về cách Anh sẽ phản ứng, vì công chúng ở Hoa Kỳ và Anh trước đây đã bày tỏ sự phẫn nộ rằng chính phủ Anh dám dung túng việc buôn bán thuốc phiện.Nhiều công dân Anh đồng cảm với người Trung Quốc và muốn ngăn chặn việc bán thuốc phiện, trong khi những người khác muốn kiềm chế hoặc điều chỉnh lại hoạt động buôn bán ma túy quốc tế. Tuy nhiên, công chúng còn bảy tỏ sự bất đồng về cách người Trung Quốc đối xử với các nhà ngoại giao Anh và đối với các chính sách thương mại bảo hộ của nhà Thanh Trung Quốc. Đảng Whig kiểm soát chính phủ đặc biệt ủng hộ chiến tranh với Trung Quốc, và báo chí ủng hộ Whig đã in những câu chuyện về "chủ nghĩa chuyên quyền và sự tàn ác của Trung Quốc".
Kể từ tháng 8 năm 1839, các báo cáo chính thức được công bố trên các tờ báo Luân Đôn về những rắc rối tại Quảng Châu và cuộc chiến sắp nổ ra với Trung Quốc. Phát biểu hàng năm của Nữ hoàng tại Thượng Nghị viện vào ngày 16 tháng 1 năm 1840 bày tỏ mối lo ngại rằng "Các sự kiện xảy ra tại Trung Quốc đã làm gián đoạn đến sự giao thoa thương mại của thần dân của ta với quốc gia đó. Ta đã, và sẽ tiếp tục, để mắt một cách nghiêm túc nhất đến một vấn đề ảnh hưởng sâu sắc đến lợi ích của các thần dân và phẩm giá của Vương miện".
Chính quyền Whig Melbourne khi đó đang ở trong tình trạng chính trị yếu kém. Nó hầu như không sống sót sau một cuộc bỏ phiếu bất tín nhiệm vào ngày 31 tháng 1 năm 1840 bởi đa số 21. Đảng Tory xem Câu hỏi Trung Quốc là một cơ hội để đánh bại Chính phủ, và James Graham đã phát động một kiến nghị vào ngày 7 tháng 4 năm 1840 tại Hạ Nghị viện, khiển trách "sự mong muốn có tầm nhìn xa và phòng ngừa" của Chính phủ và "sự làm ngơ của họ trong việc cung cấp cho tổng giám đốc tại Quảng Châu các quyền hạn và chỉ dẫn" để đối phó với việc buôn bán thuốc phiện. Đây là một động thái có chủ ý của những người Tory để tránh các vấn đề nhạy cảm như chiến tranh và buôn bán thuốc phiện và để có được sự hỗ trợ tối đa cho kiến nghị trong đảng. Các lời kêu gọi động thái quân sự gặp phải những phản hồi trái chiều khi được trình bày trước Quốc hội. Bộ trưởng Ngoại giao Palmerston, một chính trị gia nổi tiếng với chính sách đối ngoại táo bạo và sự đồng thuận cho tư tưởng thương mại tự do, lãnh đạo phe chủ chiến. Palmerston tin tưởng rằng số thuốc phiện bị phá hủy phải được coi là tài sản, chứ không phải là hàng lậu, và vì vậy, phải có một khoản bồi thường cho sự huỷ diệt của chúng. Ông biện minh cho hành động quân sự rằng không ai có thể "thành thật tin rằng động cơ của Chính phủ Trung Quốc là thúc đẩy thói quen đạo đức" và rằng cuộc chiến đang được đấu tranh để ngăn chặn thâm hụt cán cân thương mại của Trung Quốc. Sau khi tham khảo ý kiến của William Jardine, bộ trưởng ngoại giao đã soạn thảo một lá thư gửi đến Thủ tướng William Melbourne kêu gọi một cuộc đáp trả quân sự. Các thương nhân khác kêu gọi mở cửa thương mại tự do với Trung Quốc, và người ta thường cho rằng người tiêu dùng Trung Quốc là nhân tố thúc đẩy buôn bán thuốc phiện. Việc trục xuất định kỳ các thương nhân người Anh khỏi Quảng Châu và sự từ chối của chính quyền nhà Thanh đối với Anh như một sự bình đẳng ngoại giao được coi là một sự sỉ nhục đối với niềm tự hào dân tộc của người Anh. Chỉ một loạt các cuộc giao tranh quân sự giữa Vương quốc Anh và nhà Thanh của Trung Quốc tự do ủng hộ chiến tranh. Ngài James Graham, Hầu tước Phillip Stanhope và William Ewart Gladstone đứng đầu phe phản chiến ở Anh, và tố cáo sự vi phạm đạo đức của việc buôn bán thuốc phiện. Sau ba ngày tranh luận, cuộc bỏ phiếu đã diễn ra theo kiến nghị của Graham vào ngày 9 tháng 4 năm 1840, bị đánh bại bởi đa số chỉ chênh lệch 9 phiếu (262 phiếu ủng hộ với 271 phiếu chống lại). Do đó, Đảng Tory tại Hạ Nghị viện đã thất bại trong việc ngăn chặn Chính phủ tiến hành chiến tranh và các tàu chiến Anh đang trên đường đến Trung Quốc. Hạ viện đã đồng ý vào ngày 27 tháng 7 năm 1840 về nghị quyết trợ cấp 173.442 Bảng Anh cho các chi phí của cuộc viễn chinh tới Trung Quốc, rất lâu sau khi chiến tranh với Trung Quốc nổ ra.

#### Quyết định của nội các Anh và thư của Palmerston
Dưới áp lực nặng nề và vận động hành lang từ các hiệp hội thương mại và nhà sản xuất khác nhau, nội các Đảng Whig dưới thời Thủ tướng Melbourne đã quyết định vào ngày 1 tháng 10 năm 1839 cử một đội quân viễn chinh đến Trung Quốc. Chuẩn bị cho chiến tranh bắt đầu.
Đầu tháng 11 năm 1839, Palmerston chỉ thị cho Auckland, Toàn quyền Ấn Độ, chuẩn bị lực lượng quân sự để triển khai đến Trung Quốc. Vào ngày 20 tháng 2 năm 1840, Palmerston (người vẫn chưa biết về Trận Xuyên Tỵ lần thứ nhất vào tháng 11 năm 1839) đã viết hai lá thư nêu chi tiết về phản ứng của Anh đối với tình hình ở Trung Quốc. Một lá thư được gửi đến người của Elliot, bức thư kia gửi cho Hoàng đế Đạo Quang và chính quyền nhà Thanh. Bức thư gửi Hoàng đế thông báo cho Trung Quốc rằng Vương quốc Anh đã phái một lực lượng viễn chinh quân sự đến bờ biển Trung Quốc. Trong thư, Palmerston nói rằng,
Những biện pháp thù địch này của Vương quốc Anh đối với Trung Quốc không chỉ hợp lý, mà thậm chí là hoàn toàn cần thiết, bởi sự thiếu tôn trọng của chính phủ Trung Quốc đối với Thần dân Anh, và những sự thù địch này sẽ không chấm dứt, cho đến khi một sự điều đình thỏa đáng được chính phủ Trung Quốc chấp nhận.
Trong bức thư gửi Elliots, Palmerston đã chỉ thị cho các chỉ huy thiết lập một cuộc phong tỏa sông Châu Giang và chuyển cho một quan chức Trung Quốc bức thư từ Palmerston gửi đến Hoàng đế Trung Quốc. Sau đó, họ sẽ tiến hành đánh chiếm quần đảo Chu San, phong tỏa cửa sông Dương Tử, bắt đầu đàm phán với các quan chức nhà Thanh, và cuối cùng đưa hạm đội vào biển Bột Hải, nơi họ sẽ gửi một bản sao khác của bức thư nói trên tới Bắc Kinh. Palmerston cũng đưa ra một danh sách các mục tiêu mà chính phủ Anh muốn đạt được, với các mục tiêu được nêu bao gồm:
- Yêu cầu phái viên Hoàng gia phải được đối xử một cách tôn trọng bởi chính quyền nhà Thanh.
- Tổng giám đốc Anh có quyền xét xử các đối tượng người Anh ở Trung Quốc.
- Đền bù cho hàng hóa đã mất của Anh
- Có được các lợi ích giao thương tốt nhất với chính phủ Trung Quốc.
- Yêu cầu quyền cho người nước ngoài được phép cư trú an toàn và sở hữu tài sản riêng ở Trung Quốc.
- Đảm bảo rằng, nếu hàng lậu bị thu giữ theo luật pháp Trung Quốc, sẽ không có thiệt hại nào đối với người hay đối tượng đã tàng trữ hay vận chuyển món hàng.
- Kết thúc hệ thống theo đó các thương nhân người Anh bị hạn chế giao dịch chỉ ở Quảng Châu.
- Yêu cầu các thành phố Quảng Châu, Hạ Môn, Thượng Hải, Ninh Ba và tỉnh phía bắc Đài Loan mở cửa để giao thương với tất cả các cường quốc ngoại bang.
- Bình định các đảo ngoài khơi Trung Quốc mà có thể dễ dàng được bảo vệ và tiếp tế, hoặc trao trả các đảo đang chiếm giữ để đối lấy các điều khoản giao dịch thuận lợi.

Hầu tước Palmerston để lại cho Tổng Giám đốc Elliot quyết định về cách thực hiện các mục tiêu này, nhưng lưu ý rằng trong khi đàm phán sẽ là kết quả tốt hơn, ông không tin rằng ngoại giao sẽ thành công, có viết;
Để tổng kết lại vài điều trong bản Chỉ thị này, anh sẽ thấy, từ những gì tôi đã bắt đầu, Chính phủ Anh đòi hỏi sự hài lòng của Trung Quốc đối với quá khứ và an ninh cho tương lai; và họ không lựa chọn sự tin tưởng vào đàm phán để có được một trong những điều khoản này; mà họ đã phái một Lực lượng Quân đội và Hải quân với mệnh lệnh được sử dụng các biện pháp cần thiết để lấy được mục tiêu trước mắt.

## Chiến tranh

### Các động thái ban đầu

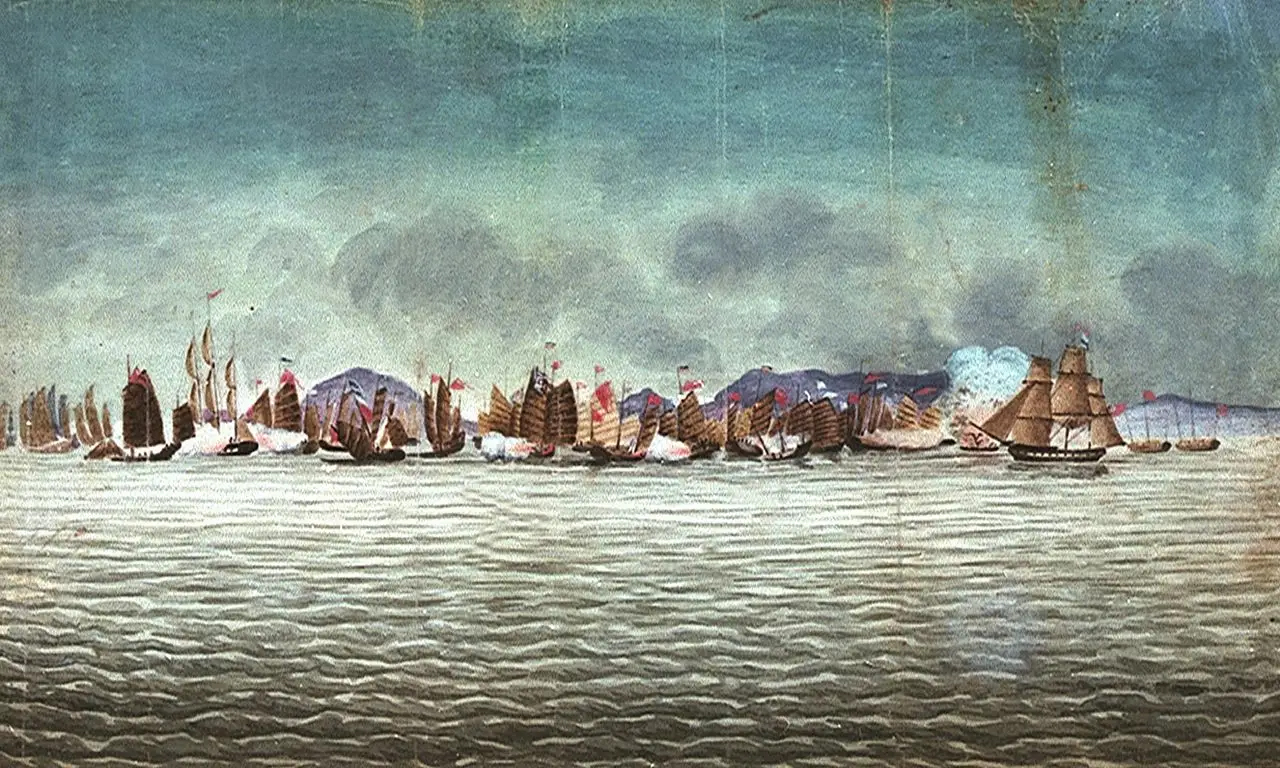
Giao tranh giữa các tàu chiến Anh và Trung Quốc trong trận Xuyên Tỵ lần thứ nhất, 1839.

Các lực lượng hải quân Trung Quốc tại Quảng Châu nằm dưới sự chỉ huy của Đô đốc Quan Thiên Bồi, người đã chiến đấu tại Xuyên Tỵ. Quân đội miền nam nhà Thanh và các đơn vị đồn trú nằm dưới sự chỉ huy của tướng Dương Phương. Tổng chỉ huy chủ yếu tập trung trong tay Hoàng đế Đạo Quang và triều đình. Chính phủ Trung Quốc ban đầu tin rằng, như trong vụ Napier năm 1834, người Anh sẽ bị trục xuất thành công lần nữa. Ít sự chuẩn bị được thực hiện để đề phòng một cuộc phản công của Anh và các sự kiện dẫn đến sự bùng nổ cuối cùng của chiến tranh Trung-Sikh năm 1841 được coi là một nguyên nhân lớn hơn gây lo ngại.
Vào năm 1839, sau khi nạp nha phiến, Charles Elliot mấy lần gửi báo cáo cho Thủ tướng kiêm Ngoại trưởng H. Palmerston kiến nghị cấp tốc hành động, cũng xin Tổng đốc Ấn Độ phái quân hạm đến. Vào đầu tháng 8, thương gia tại Luân Đôn hội họp thảo luận các vấn đề đối với Trung Hoa, cùng với hiệp hội Ấn Độ và Trung Quốc [thành lập năm 1836] nhấn mạnh các điều: buôn bán nha phiến có lợi cho nước Anh nên cần phát triển, cưỡng bách Trung Quốc bồi thường số nha phiến bị thu, mở rộng các cảng khẩu tại duyên hải và sông Trường Giang, thương nhân Trung, Anh trực tiếp giao dịch, người Anh được mang quyến thuộc đến cư trú nếu như Trung Quốc không chịu mở cảng khẩu thì buộc phải cắt nhượng các đảo. Lại cho rằng lúc này là thời cơ thích hợp đánh Trung Quốc, vũ lực có thể thu hiệu quả ngoài mong ước. Dư luận nước Anh thì rúng động vì nghe những tin tức tuyên truyền thổi phồng như: quan dân nước Anh tại Trung Quốc bị bạo lực hiếp chế, mất tự do, bị giam cầm đến sắp chết đói, lại uy hiếp đòi xử tử... Thương gia tại các thành thị lớn cũng rầm rộ gửi thư cho chính phủ Anh yêu cầu bảo hộ quyền lợi thương gia tại Trung Quốc. Ngày 18/10/1839, Palmerston báo cho Charles Elliot biết rằng Anh sẽ mang quân đến. Tháng giêng năm 1840, Victoria của Anh diễn thuyết tại quốc hội nội dung mật thiết lưu ý đến quyền lợi người Anh tại Trung Quốc.
Không có cơ sở hoạt động chính ở Trung Quốc, người Anh cho sơ tán thuyền thương nhân của họ khỏi khu vực trong khi vẫn duy trì hải đoàn Trung Quốc của Hải quân Hoàng gia tại các đảo quanh cửa sông Châu Giang. Từ London, Palmerston tiếp tục giám sát các hoạt động ở Trung Quốc, ra lệnh cho Công ty Đông Ấn chuyển hướng quân đội khỏi Ấn Độ để chuẩn bị cho một cuộc chiến hạn chế chống lại Trung Quốc. Họ đã quyết định rằng cuộc chiến sẽ không được chiến đấu như một cuộc xung đột toàn diện, mà là một cuộc viễn chinh trừng phạt. Tổng giám đốc Elliot vẫn phụ trách các lợi ích của Anh tại Trung Quốc, trong khi đó, Gordon Bremer lãnh đạo Thủy quân lục chiến Hoàng gia và Hải đoàn Trung Quốc. Thiếu tướng Hugh Gough được chọn để chỉ huy lực lượng trên bộ của Anh, và được thăng chức thành tổng chỉ huy lực lượng Anh tại Trung Quốc. Chi phí chiến tranh sẽ được Chính phủ Anh chi trả. Theo thư của Hầu tước Palmerston, các kế hoạch đã được người Anh lập ra để tiến hành một loạt các cuộc đột kích vào các cảng và cửa sông Trung Quốc.
Các kế hoạc thành lập một lực lượng viễn chinh của Anh đã được bắt đầu ngay sau cuộc bỏ phiếu tháng 1 năm 1840. Nhiều trung đoàn bộ binh được tổng động viên ở các hòn đảo của Anh và việc hoàn thành các con tàu đang trong quá trình xây dựng đã được tiến hành. Để tiến hành cuộc chiến sắp tới, Anh cũng bắt đầu lấy lực lượng từ các lãnh thổ hải ngoại của mình. Ấn Độ thuộc Anh đã chuẩn bị cho một cuộc chiến kể từ khi có tin rằng thuốc phiện bị phá hủy, và một số trung đoàn tình nguyện viên người Bengal đã được tuyển mộ để bổ sung cho lực lượng của Quân đội Ấn Độ và Công ty Đông Ấn thông thường. Về mặt lực lượng hải quân, những con tàu được dành cho cuộc viễn chinh đang neo đậu tại các thuộc địa ở xa hoặc đang được sửa chữa, và cuộc khủng hoảng phương Đông năm 1840 (và nguy cơ chiến tranh giữa Anh, Pháp và Đế chế Ottoman ở Syria) đã thu hút sự chú ý của các hạm đội châu Âu của Hải quân Hoàng gia rời khỏi Trung Quốc. Mệnh lệnh tới Nam Phi và Úc gửi tàu đến Singapore, điểm hẹn được chỉ định cho cuộc viễn chinh. Một số tàu hơi nước đã được Hải quân Hoàng gia mua và thêm vào đoàn với mục đích vận tải. Thời tiết mùa hè của Ấn Độ và Eo biển Malacca đã làm chậm quá trình triển khai của Anh và một số vụ tai nạn đã làm giảm khả năng sẵn sàng chiến đấu của đoàn viễn chinh. Đáng chú ý nhất là cả hai tàu tàu chiến tuyến với mỗi cái chứa 74 cỗ pháo mà Hải quân Hoàng gia dự định sử dụng để chống lại các công sự của Trung Quốc đã tạm thời bị loại khỏi hành trình do thiệt hại ở thân tàu. Bất chấp những sự chậm trễ này, đến giữa tháng 6 năm 1840, các lực lượng Anh đã bắt đầu tập trung tại Singapore. Trong khi họ chờ đợi nhiều tàu đến, Thủy quân lục chiến Hoàng gia đã thực hành các cuộc xâm lược đổ bộ trên bãi biển, đầu tiên là đáp đất trên thuyền, sau đó lập trận hàng ngũ và tiến vào các công sự giả.

### Tương quan lực lượng
Vào thời bấy giờ, quân Anh trang bị loại vũ khí tiêu chuẩn - súng hỏa mai nòng trơn mồi bằng đá lửa có gắn lưỡi lê. Trong khi đó, quân đội nhà Thanh chỉ có phân nửa người được sử dụng súng ống, đa phần là súng điểu thương. Loại súng điểu thương được quân Thanh sử dụng có kết cấu tương tự như súng hỏa mai của Anh quốc. Tuy nhiên, súng của quân Thanh có tốc độ xạ kích kém hơn (mỗi phút bắn ra 2 phát đạn), độ chính xác cũng thấp hơn so với súng đá lửa nòng trơn của quân địch.
Theo lý thuyết, súng của quân Anh mỗi phút có thể bắn ra 3 phát đạn, tỷ lệ trúng mục tiêu ở 50 mét là 90%. Trong khi đó, súng của Thanh quân chỉ bắn được 2 phát đạn một phút, tỷ lệ trúng đạt 70%. Giả sử trên chiến trường, mỗi bên có 10 quân sĩ, khoảng cách đến mục tiêu là như nhau, thì trong vòng 1 phút, quân Anh bắn được 30 phát súng, trúng 27 mục tiêu; còn quân Thanh bắn được 20 phát đạn và chỉ trúng 14 mục tiêu. Từ phép tính ấy, có thể thấy súng đá lửa nòng trơn của quân Anh có hiệu năng cao gấp 2 lần so với súng điểu thương của quân Thanh. Tuy nhiên đó là khi quân số 2 bên ngang nhau, còn thực tế thì quân Thanh đông hơn nhiều, nên hoàn toàn có thể dựa vào số lượng áp đảo để bù đắp thiếu hụt này.
Tương tự như súng ống, pháo của Trung Hoa cũng là loại cũ hơn, tầm bắn thấp hơn và và độ chính xác thấp hơn so với pháo Anh.
Về mặt hải quân thì quân Thanh hoàn toàn thua kém. Hải quân Thanh chỉ toàn là các tàu buồm cỡ nhỏ, chạy chậm và chỉ gắn vài khẩu đại bác, không thể đọ nổi với các tàu chiến Anh to lớn có gắn vài chục khẩu đại bác, có tàu còn trang bị cả động cơ hơi nước. Đội quân của Anh quốc được trang bị chiến thuyền có nhiều pháo giúp họ làm chủ mặt biển, cũng nắm trong tay quyền tấn công chủ động. Về thủy quân, người Anh tuyên bố rằng “chỉ cần hai chiến hạm, cũng có thể đánh tan hạm đội Trung Quốc”, câu nói này thể hiện tương quan quá chênh lệch giữa hải quân 2 bên. Để phòng ngừa khả năng đổ bộ xâm lược của quân Anh, nhà Thanh triều phải bố trí phòng vệ ở mười mấy cửa biển, khiến lực lượng bị phân tán, lại thêm giao thông và liên lạc khó khăn đã khiến quân đội Thanh triều khó có thể tập trung binh lực.
Về chất lượng binh sỹ, quân Anh phần lớn được huấn luyện kỹ, có kỷ luật tốt và giàu kinh nghiệm chiến đấu. Còn quân đội nhà Thanh thì sau 200 năm hòa bình đã trở nên rất suy thoái, ngay cả quân Bát Kỳ được coi là tinh nhuệ nhất cũng đã suy đồi, trở nên yếu ớt, không có tinh thần và kỷ luật, không còn khả năng chiến đấu dũng mãnh như thời kỳ lập quốc. Đến thời Đạo Quang, nhà vua từng thao duyệt hỏa khí doanh Bát kỳ ở kinh sư, là binh chủng chuyên về hỏa khí khi đó, trước giờ vẫn xưng là tinh hoa của Bát kỳ, vậy mà kết quả là đa phần đại pháo bắn không trúng bia, đạn thì có viên bay nửa chừng rớt xuống đất. Thậm chí quân Thanh giữ Sơn Hải quan bị thiếu hụt đại pháo giữ ải, phải lấy pháo cũ đã bỏ đi từ thời nhà Minh 200 năm trước đó để dự phòng.

### Anhtấn công

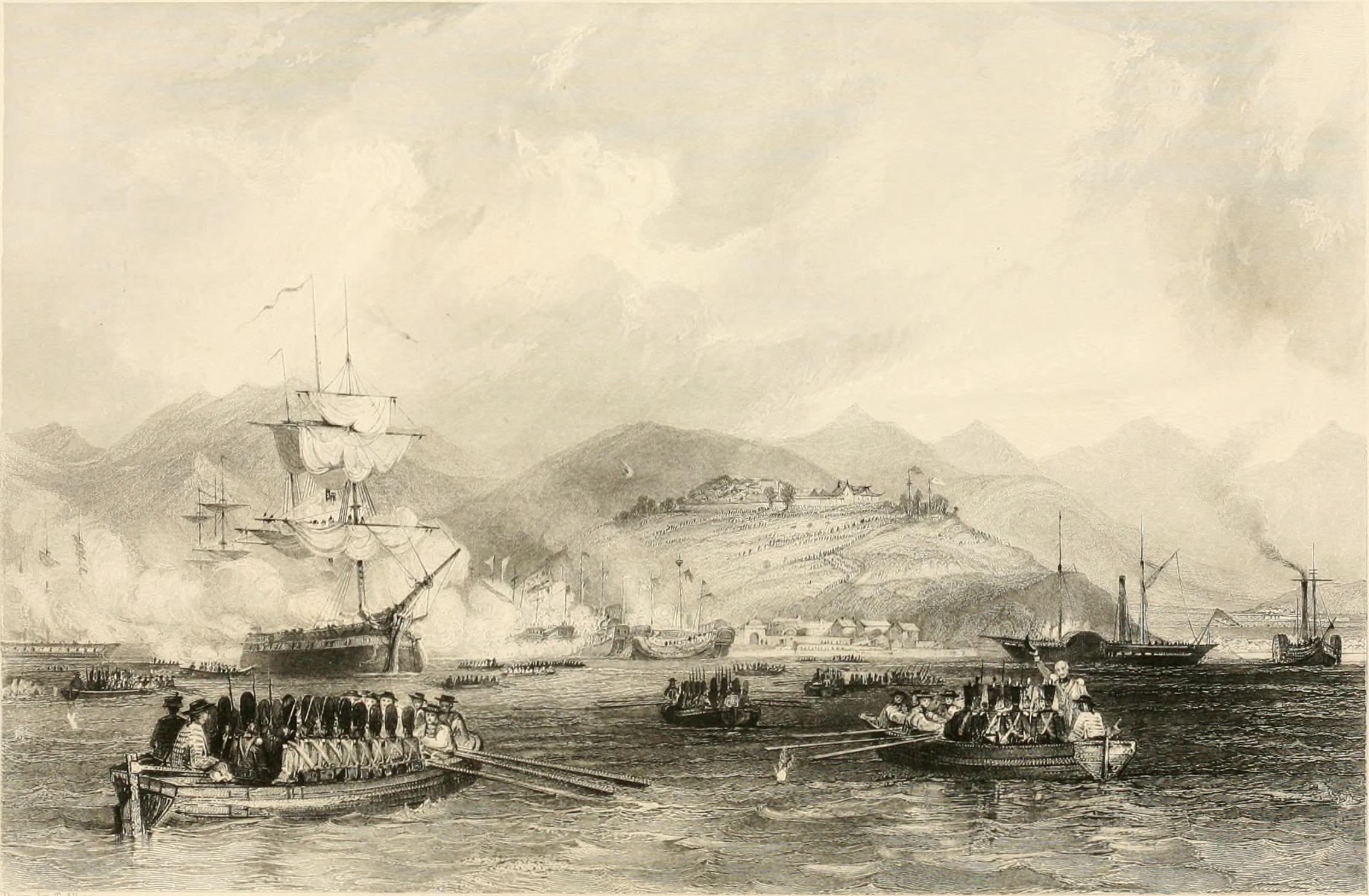
Chiếm đóng Chu San, tháng 7 năm 1840

Vào cuối tháng 6 năm 1840, đội quân đầu tiên gồm 4.000 quân của lực lượng viễn chinh đã đến Trung Quốc trên 15 tàu chiến, 4 tàu pháo chạy bằng hơi nước và 25 tàu vận tải nhỏ hơn. Các đội tàu nằm dưới sự chỉ huy của Commodore Bremer. Người Anh đưa ra tối hậu thư yêu cầu Chính phủ nhà Thanh phải bồi thường thiệt hại do buôn bán bị gián đoạn và phá hủy thuốc phiện, nhưng đã bị chính quyền nhà Thanh từ chối ở Quảng Châu.
Chiến lược của quân Anh là gây áp lực tại phương bắc, khiến cho triều Thanh mau bị khuất phục. Cho nên quân Anh không đánh Quảng Châu, chỉ phong tỏa mà thôi, còn phần lớn lực lượng tàu chiến chở theo binh lính sẽ kéo lên phía Bắc.
Sau khi chiến hạm Anh xuất hiện tại biển Quảng Đông, Lâm Tắc Từ sợ chúng theo gió nam xâm phạm phía bắc; lập tức báo cho các tỉnh đề phòng. Ngoại trừ Đặng Đình Trinh mới được điều nhiệm chức Tổng đốc Mân Chiết có quân phòng, các tỉnh khác cho rằng sự việc xẩy ra tại Quảng Đông nên chủ quan, không thèm lưu ý đến cảnh báo của Lâm Tắc Từ.
Trong những lá thư của mình, Palmerston đã chỉ thị cho đại diện toàn quyền Elliot và người anh em họ của mình, Đô đốc George Elliot phải chiếm được ít nhất một hòn đảo để sau này tàu bè có thể thuận tiện buôn bán trên bờ biển Trung Quốc. Với lực lượng viễn chinh Anh hiện tại, một cuộc tấn công kết hợp giữa hải quân và lục quân đã được phát động trên quần đảo Chu San, Đảo Chu San, hòn đảo lớn nhất và được bảo vệ tốt nhất là mục tiêu chính cho cuộc tấn công, cũng như bến cảng quan trọng của nó là Đinh Hải. Khi hạm đội Anh tới được Chu San, Elliot yêu cầu thành phố đầu hàng. Chỉ huy đồn trú tại đây đã từ chối mệnh lệnh, nói rằng ông không thể đầu hàng và đặt câu hỏi người Anh có lí do gì mà tấn công Đinh Hải sau khi họ bị đuổi ra khỏi Quảng Châu. Chiến sự bắt đầu, một hạm đội gồm 12 tàu mành nhỏ đã bị hải quân Hoàng gia phá hủy và thủy quân lục chiến Anh chiếm được những ngọn đồi ở phía nam của Đinh Hải.
Hải quân Hoàng gia Anh lên kế hoạch chiếm đảo Chu San mà mục tiêu chính là kiểm soát cảng Định Hải, mở đường cho các hoạt động quân sự của Anh ở Trung Quốc. Cuộc chiến diễn ra chóng vánh trong hai ngày 5-6/7/1840, khi 5 tàu chiến Anh đánh chìm 13 tàu chiến Trung Quốc, mở đường để 3.650 binh sĩ Anh đổ bộ lên đảo. Thương vong bên phía Anh chỉ duy nhất một người. Quân Anh cướp bóc rất nhiều, khiến dân Trung Quốc căm thù, trật tự không dễ duy trì, việc cấp dưỡng cho quân Anh gặp khó khăn, không ít bị nhiễm bệnh hoặc tử vong.
Vào mùa thu năm 1840, dịch bệnh bùng phát tại đồn trú, buộc người Anh phải sơ tán binh lính đến Manila và Calcutta. Đến đầu năm 1841, chỉ còn 1.900 trong số 3.300 lính ban đầu chiếm đóng Đinh Hải, với nhiều người còn lại không có khả năng chiến đấu. Ước tính 500 binh sĩ Anh đã chết vì bệnh tật, trong đó các tình nguyện viên Cameron và Bengal thiệt mạng nhiều nhất, trong khi Thủy quân lục chiến Hoàng gia tương đối ổn định. 

Tàu Anh đánh chìm tàu Trung Quốc trong Chiến tranh Nha phiến

Sau khi chiếm được Đinh Hải, đoàn viễn chinh Anh chia lực lượng, gửi một hạm đội về phía nam tới sông Châu Giang trong khi gửi một hạm đội thứ hai về phía bắc đến Hoàng Hải. Hạm đội phía bắc đi thuyền đến Hải Hà, nơi Elliot đích thân trình thư của Palmerston cho Hoàng đế với chính quyền nhà Thanh tại thủ đô. Kỳ Thiện (ᡴᡳᡧᠠᠨ), một quan chức cấp cao Mãn Thanh, đã được Triều đình chọn để thay thế Lâm làm Tổng đốc Lưỡng Quảng sau khi ông ta bị phế truất vì không giải quyết được tình trạng thuốc phiện. Các cuộc đàm phán đã bắt đầu giữa hai bên, với Kỳ Thiện đóng vai trò là nhà đàm phán chính cho triều Thanh và Elliot làm đại diện cho Vương quốc Anh. Sau một tuần đàm phán, Kỳ Thiện và Elliot đã đồng tới sông Châu Giang để đàm phán thêm. Để đáp lễ cho sự triệt thoái của lực lượng hải quân Anh khỏi Hoàng Hải, Kỳ Thiện hứa sẽ trưng dụng các quỹ của nhà Thanh để bồi thường cho các thương nhân người Anh đã bị thiệt hại. Chiến tranh, tuy nhiên, sẽ không kết thúc và cả hai bên tiếp tục giao chiến với nhau.
Vào cuối mùa xuân năm 1841, quân tiếp viện Anh đến từ Ấn Độ để chuẩn bị cho một cuộc tấn công chống lại Quảng Châu. Một đội tàu vận tải đã đưa 600 lính Bộ binh Madras được đào tạo chuyên nghiệp đến Đinh Hải, nơi mà sự xuất hiện của họ đã thúc đẩy tinh thần Anh. Đồng hành cùng hạm đội cho đến tận Ma Cao (Áo Môn) là tàu hơi nước sắt mới được chế tạo HMS Nemesis, vũ khí mà hải quân Trung Quốc không có đối trọng hiệu quả. Vào ngày 19 tháng 8, ba tàu chiến Anh và 380 lính thủy đánh bộ đẩy lui người Trung Quốc trên một cây cầu (được gọi là "The Barrier") ngăn cách Áo Môn với lục địa Trung Quốc. Sự thất bại của những người lính nhà Thanh cùng với sự xuất hiện của Nemesis ở bến cảng của Áo Môn đã dẫn đến một làn sóng ủng hộ thân Anh trong thành phố, và một số quan chức nhà Thanh bị đuổi ra hoặc bị giết. Bồ Đào Nha vẫn trung lập trong cuộc xung đột, nhưng sau chiến thắng này, họ đã sẵn sàng cho phép các tàu của Anh cập cảng tại Áo Môn, một quyết định đã trao cho Anh một cảng hoạt động ở miền Nam Trung Quốc.
Với các bến cảng chiến lược của Đinh Hải và Áo Môn được bảo đảm, người Anh bắt đầu tập trung vào cuộc chiến trên sông Châu Giang. Năm tháng sau chiến thắng của người Anh tại Chu San, quân đoàn phía bắc của đã đi về phía nam đến Hổ Môn, được người Anh gọi là The Hổ Môn. Bremer đánh giá rằng việc giành quyền kiểm soát sông Châu Giang và Quảng Châu sẽ đưa người Anh vào vị thế đàm phán mạnh mẽ so với chính quyền nhà Thanh, cũng như cho phép đổi mới thương mại sau khi chiến tranh kết thúc.

### Chiến dịch Châu Giang
Trong khi người Anh hoạt động ở phía bắc, Đô đốc Quan Thiên Bồi củng cố các vị trí của nhà Thanh ở Hổ Môn, nghi ngờ (nguồn tin cho biết Quan đã chuẩn bị cho một cuộc tấn công cuối cùng vào vị trí kể từ cuộc tấn công của Napier năm 1835) rằng người Anh sẽ tiến công dọc lên sông Châu Giang đến Quảng Châu. Các pháo đài Hổ Môn được đặt tại giao lưu của dòng sông, và được giữ bởi 3000 lính và 306 khẩu pháo. Vào thời điểm hạm đội Anh sẵn sàng hành động, 10.000 lính Thanh đã vào vị trí để bảo vệ Quảng Châu và khu vực xung quanh. Hạm đội Anh đến vào đầu tháng 1 và bắt đầu bắn phá các tuyến phòng thủ của nhà Thanh tại Xuyên Tỵ sau khi một nhóm các tàu bốc lửa của Trung Quốc được gửi trôi dạt về phía các tàu hải quân Hoàng gia. Vào ngày 7 tháng 1 năm 1841, người Anh đã giành chiến thắng quyết định tại Trận Xuyên Tỵ lần thứ hai, tiêu diệt 11 thuyền chiến của hạm đội miền nam Trung Quốc và chiếm đóng các pháo đài Hổ Môn. Chiến thắng cho phép người Anh thiết lập một tuyến phong tỏa Hổ Môn, một đòn đánh buộc hải quân nhà Thanh phải rút lui ngược dòng.

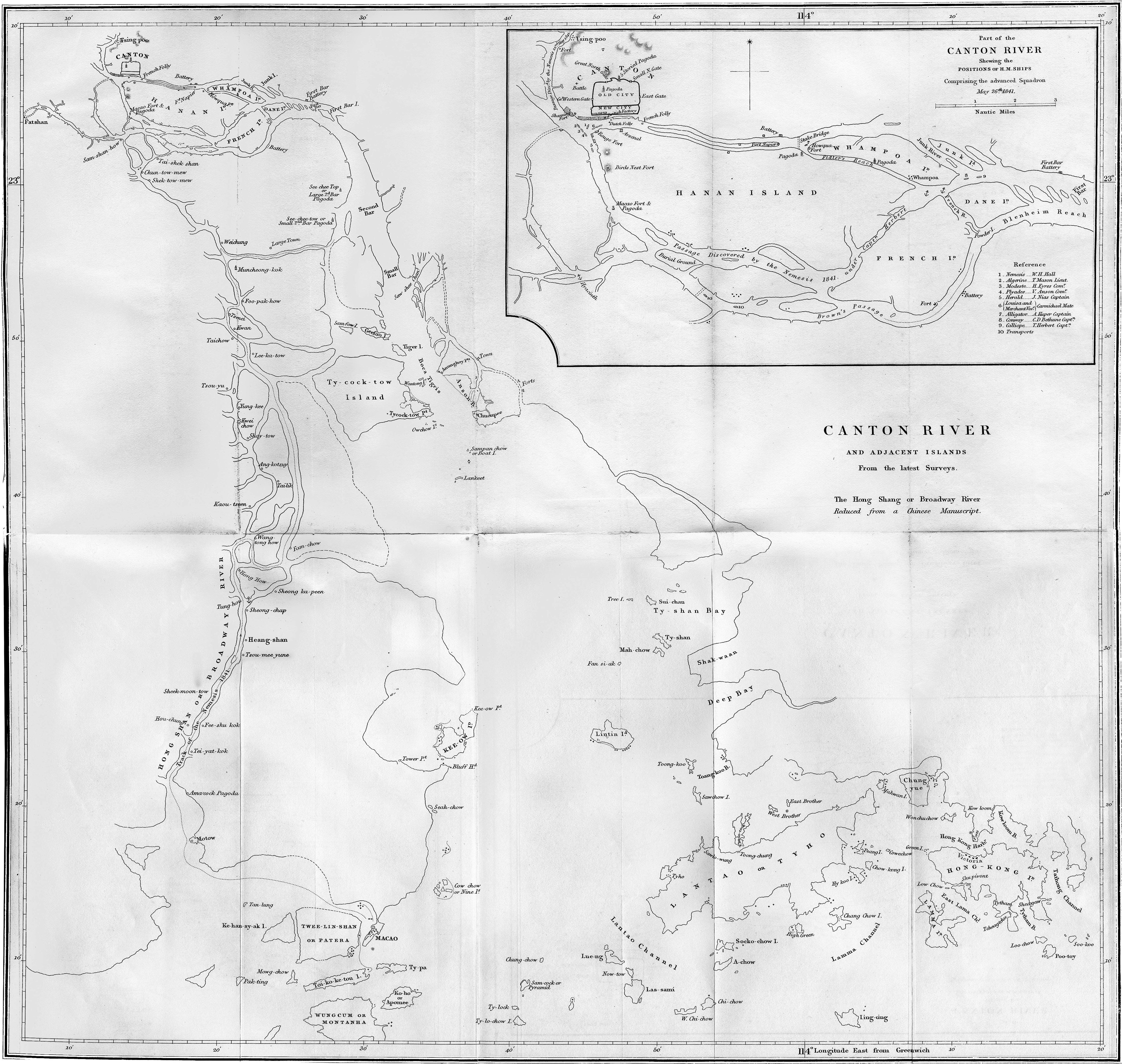
Bản đồ sông Châu Giang của Anh.

Quân Anh xuất hiện vùng cửa khẩu Bạch Hà (Đại Cô, Thiên Tân). Tâm lý vua Đạo Quang đã bị dao động, hiện tại hạm đội Anh đến gần kinh đô, uy lực mạnh như vậy, đại họa trong gang tấc; nhưng đối với riêng nhà vua thì lời lẽ của Anh quốc vẫn tỏ ra cung kính, đề cập rằng nước Anh động binh vì giận quan binh tại Quảng Châu. Đạo Quang bèn dựa theo lời lẽ của họ, sai Kỳ Thiện đi đàm phán.
Kỳ Thiện hứa hẹn với nước Anh là sẽ bồi thường thiệt hại và xử phạt các quan lại ở Quảng Đông, hơn nữa phía bắc khí hậu lạnh không tiện dừng lâu, quan quân Anh tại Định Hải mắc nhiều bệnh, nên quân Anh bèn chấp thuận trở về Quảng Đông, trả lại Định Hải cho Trung Quốc, để đợi tiếp tục nghị bàn. Trung tuần tháng 9/1840, hạm đội Anh rời Đại Cô [Thiên Tân] hướng về phía nam. Riêng Lâm Tắc Từ, Đặng Đình Trinh bị cách chức nghị xử. Lâm Tắc Từ sau khi bị tội, vẫn ra sức tâu nha phiến đáng nghiêm trừng, người Anh dục vọng vô đáy, việc phòng biển không thể xem thường, cần phải tạo thuyền chế pháo; lúc này vua Đạo Quang chỉ muốn hòa hoãn, nên chê rằng “lời tâu hồ đồ”.
Biết được giá trị chiến lược của vùng châu thổ sông Châu Giang đối với Trung Quốc và nhận thấy rằng ưu thế hải quân của Anh đã khiến một cuộc tái chiếm khu vực khó thành hiện thực, Kỳ Thiện đã cố gắng ngăn cuộc chiến lan rộng hơn nữa bằng cách đàm phán hòa bình với Anh. Vào ngày 21 tháng 1, Kỳ Thiện và Elliot đã soạn thảo Công ước Xuyên Tỵ, một tài liệu mà cả hai bên hy vọng sẽ chấm dứt chiến tranh. Công ước sẽ thiết lập các quyền ngoại giao bình đẳng giữa Anh và Trung Quốc, đổi đảo Hồng Kông lấy Chu San, tạo điều kiện giải phóng các công dân Anh bị đắm tàu và bắt cóc do Trung Quốc nắm giữ, và mở lại thương mại tại Quảng Châu vào ngày 1 tháng 2 năm 1841.Trung Quốc cũng sẽ trả 6 triệu đô la bạc để bồi thường cho chỗ thuốc phiện bị phá hủy tại Hổ Môn vào năm 1838. Tuy nhiên, tình trạng pháp lý của việc buôn bán thuốc phiện không được giải quyết và thay vào đó sẽ bị bỏ ngỏ để thảo luận vào một ngày trong tương lai.
Vào cuối tháng 11/1840, Kỳ Thiện đến Quảng Châu đàm phán với Charles Elliot. Kỳ Thiện bằng lòng bồi thường một phần tiền nha phiến, giao thiệp hai bên bình hành, nhưng cự tuyệt việc cắt hải đảo cho Anh. Đạo Quang cho điều binh tăng viện Quảng Đông, chuẩn bị đánh dẹp. Charles Elliot cũng thấy được ý đồ của Kỳ Thiện, nên quyết định đánh xong rồi thương nghị. Vào ngày 17/1/1841, quân Anh đột kích các pháo đài tại Đại Giác, Sa Giác thuộc Hổ Môn [Quảng Đông]; quân phòng thủ tử thương hơn 700, 11 binh thuyền bị thiêu hủy.
Kỳ Thiện nhượng bộ, lập hiệp nghị sơ bộ với Charles Elliot được gọi là “Xuyên Tỵ thảo ước”, đồng ý cắt nhường Hồng Kông, bồi thương 600 vạn nguyên, hai nước giao dịch bình đẳng, khôi phục mậu dịch tại Quảng Châu, phóng thích người Anh bị bắt tại Chiết Giang; quân Anh trả lại Sa Giác, Đại Giác, cùng Định Hải. Ngày 26/1/1841, Hương Cảng chính thức rơi vào tay quân Anh.
Bất chấp sự thành công của các cuộc đàm phán giữa Kỳ Thiện và Elliot, cả hai chính phủ tương ứng của họ đều từ chối ký kết công ước. Hầu Tước Palmerston triệu hồi Elliot và từ chối ký kết công ước, muốn có thêm sự nhượng bộ từ phía Trung Quốc theo chỉ thị ban đầu của ông. Còn vua Đạo Quang muốn Kỳ Thiện đánh dẹp, lại nhận được tin không giữ được Đại Giác, Sa Giác thì lại càng thêm giận dữ, bèn tuyên chiến với quân Anh vào ngày 27/1/1841, mệnh Kỳ Thiện và Y Lý Bố tại Chiết Giang cùng tiến quân. Ba ngày sau được tin Kỳ Thiện đã nhượng cho người Anh đất Hương Cảng, bèn phái thêm người cháu là Dịch Sơn làm Tĩnh nghịch tướng quân; cùng Quân cơ đại thần Thượng thư bộ Hộ Long Văn, Đề đốc Hồ Nam Dương Phương làm Tham tán đại thần đến Quảng Châu tăng viện; cùng phủ nhận Xuyên Tỵ thảo ước. Ngoài ra Đạo Quang thảo chiếu chỉ trách mắng Kỳ Thiện nặng nề, bắt giải về kinh cùng tịch thu tài sản.

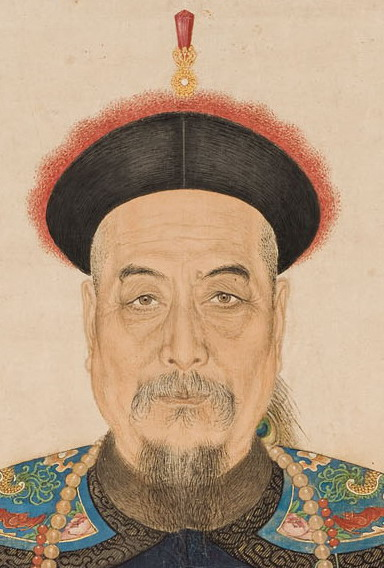
Đề đốc Quan Thiên Bồi

Quân Anh ra tay hành động trước. Ngày 26/1/1841, tức trước khi Bắc Kinh tuyên chiến một ngày, quân Anh tổng công kích Hổ Môn, pháo đài đều bị hủy hết, Đề đốc Quan Thiên Bồi đốc chiến tới cùng và đã tử trận. Ngày thứ hai, pháo đài Ô Dõng tại Hổ Môn bị chiếm, quân phòng thủ bị bắt và giết hơn 1.000, số còn lại đào ngũ; binh thuyền Anh tiến đến Hoàng Phố (Quảng Đông). Ngày thứ ba, Tham tán Dương Phương đến nơi, xin đình chiến. Quân các tỉnh đến tham chiến, thì chỉ lo mưu lợi “ngày ngày báo cáo tiêu dùng lương, tranh được cung ứng” còn việc đánh giặc không lo đến.

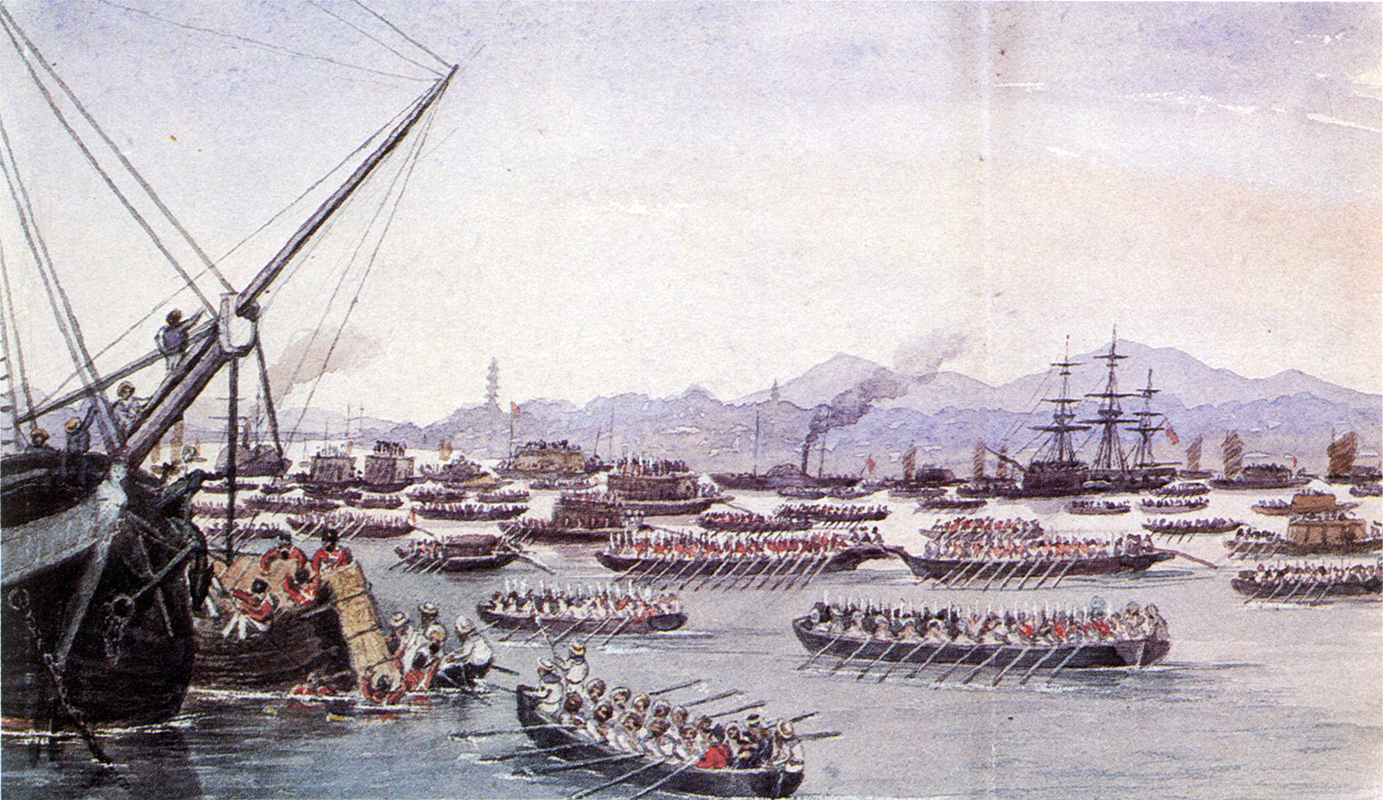
Tàu Anh tiếp cận Quảng Châu tháng 5 năm 1841

Cuộc giao tranh ngắn ngủi đã kết thúc vào đầu tháng 2 sau khi người Trung Quốc từ chối mở lại Quảng Châu cho thương mại của Anh. Vào ngày 19 tháng 2, một chiếc thuyền dài từ HMS Nemesis bị bắn bởi một pháo đài trên đảo Bắc Wangtong, gây ra phản ứng của người Anh.[135] Các chỉ huy người Anh đã ra lệnh phong tỏa dòng sông Châu Giang một lần nữa và tiếp tục các hoạt động chiến đấu chống lại Trung Quốc. Người Anh đã chiếm được các pháo đài Hổ Môn còn lại vào ngày 26 tháng 2 trong trận Hổ Môn và trận First Bar vào ngày hôm sau, cho phép hạm đội di chuyển ngược dòng về phía Quảng Châu. Đô đốc Thiên Bồi tử trận trong khi chiến đấu vào ngày 26 tháng 2. Vào ngày 2 tháng 3, người Anh đã phá hủy một pháo đài gần Bà Châu và chiếm được Hoàng Phố, một hành động đe dọa trực tiếp đến sườn phía đông của Quảng Châu. Thiếu tướng Gough, người vừa đến từ Madras trên tàu HMS Cruizer, đã đích thân chỉ đạo cuộc tấn công vào Hoàng Phố. Tổng giám đốc Elliot (người không biết rằng mình đã bị cách chức), và Toàn quyền Quảng Châu đã tuyên bố đình chiến 3 ngày vào ngày 3 tháng 3. Từ ngày 3 đến ngày 6, các lực lượng Anh đã di tản khỏi Chu San theo Công ước Xuyên Tỵ đến sông Châu Giang. Quân đội Trung Quốc cũng được tăng cường tương tự, và đến ngày 16 tháng 3, Tướng Dương Phương đã chỉ huy 30.000 người trong khu vực xung quanh Quảng Châu.
Trong khi hạm đội chính của Anh chuẩn bị tiến đến Quảng Châu, một nhóm ba tàu chiến đã khởi hành đến cửa sông Tây Giang, dự định tìm tuyến đường thủy giữa Ma Cao và Quảng Châu. Hạm đội, do Thuyền trưởng James Scott và Giám thị Elliot dẫn đầu, bao gồm tàu frigate HMS Samarang và tàu hơi nước HMS Nemesis và HMS Atalanta. Mặc dù mực nước ở những nơi này chỉ sâu 6 feet, nhưng đáy nông của tàu hơi nước cho phép người Anh tiếp cận Quảng Châu từ một hướng mà nhà Thanh tin là bất khả thi. Trong một loạt các cuộc giao chiến dọc theo sông từ ngày 13-15 tháng 3, người Anh đã bắt hoặc phá hủy nhiều tàu, súng và các thiết bị quân sự của Trung Quốc. 9 tàu mảnh, 6 pháo đài và 105 khẩu súng đã bị phá hủy hoặc bị tịch thu trong cuộc viễn chinh Broadway.
Không còn chướng ngại vật, người Anh tranh luận về việc tiến tới Quảng Châu. Mặc dù thỏa thuận ngừng bắn đã kết thúc vào ngày 6 tháng 3, Giám thị Elliot tin rằng người Anh nên đàm phán với chính quyền nhà Thanh với vị thế sức mạnh hiện tại của họ thay vì mạo hiểm chiến đấu ở Quảng Châu. Quân đội nhà Thanh không có động thái mạnh mẽ chống lại người Anh và thay vào đó bắt đầu củng cố thành phố. Các kỹ sư quân sự Trung Quốc bắt đầu thiết lập một số công sự đất bùn trên bờ sông, đánh chìm thuyền chiến để cản dòng sông, và bắt đầu xây dựng những chiếc bè lửa và pháo hạm. Các thương nhân Trung Quốc đã được lệnh loại bỏ tất cả lụa và trà khỏi Quảng Châu để cản trở thương mại, và người dân địa phương không được bán thức ăn cho các tàu của Anh trên sông. Vào ngày 16 tháng 3, một con tàu của Anh tiếp cận một pháo đài Trung Quốc dưới một lá cờ ngừng bắn đã bị nã đạn vào, dẫn đến việc người Anh công phá pháo đài bằng tên lửa. Những hành động này đã thuyết phục Elliot rằng người Trung Quốc đang chuẩn bị chiến đấu, và sau khi các tàu của đoàn thám hiểm Broadway quay trở lại hạm đội, người Anh tấn công Quảng Châu vào ngày 18 tháng 3, chiếm đóng mười ba nhà máy với rất ít thương vong và cắm cờ Union Jack trên nhà máy của Anh. Thành phố bị chiếm đóng một phần bởi người Anh và thương mại đã được mở cửa trở lại sau các đàm phán với các công hành trong thành phố. Sau nhiều ngày thành công về quân sự, các lực lượng Anh đã làm chủ hoàn toàn các vùng đất cao quanh Quảng Châu. Một thỏa thuận ngừng bắn khác được tuyên bố vào ngày 20 tháng 3. Chống lại lời khuyên của một số thuyền trưởng, Elliot đã rút hầu hết các tàu chiến của Hải quân Hoàng gia xuôi dòng xuống vịnh Hổ Môn.
Vào giữa tháng Tư, Dịch Sơn (người thay thế Kỳ Thiện làm Tổng đốc Lưỡng Quảng và là em họ của Hoàng đế Đạo Quang) đã đến Quảng Châu. Ông tuyên bố rằng thương mại nên được tiếp tục duy trì, phái sứ giả đến chỗ Elliot và chuẩn bị quân đội bên ngoài Quảng Châu. Quân đội nhà Thanh cắm trại bên ngoài thành phố gồm 50.000 người, và số tiền kiếm được từ thương mại mở cửa đã được dùng để sửa chữa và mở rộng hệ thống phòng thủ của Quảng Châu. Các ụ pháo ngụy trang được xây dựng dọc theo sông Châu Giang, binh lính Trung Quốc được triển khai ở Hoàng Phố và vịnh Hổ Môn, và hàng trăm tàu nhỏ trên sông được trang bị cho chiến tranh. Hoàng đế ban xuống chiếu chỉ ta lệnh cho lực lượng quân đội "tiêu diệt phiến quân tại mọi điểm" và đẩy người Anh khỏi dòng Châu Giang rồi lấy lại Hồng Kông và đánh đuổi quân xâm lược ra khỏi Trung Quốc hoàn toàn. Mệnh lệnh này bị bại lộ và lọt vào tai của các thương nhân nước ngoài, những người đã nghi ngờ về ý định của Trung Quốc sau khi biết quân đội nhà Thanh đang tập trung ngoài thành phố. Vào tháng 5, nhiều thương nhân công hành và gia đình của họ đã rời khỏi thành phố, làm tăng thêm mối lo ngại về một đòn đánh trả thù. Tin đồn lan truyền rằng các người nhái Trung Quốc đang được huấn luyện để khoan lỗ trên thân tàu Anh và các đội bè lửa đang được chuẩn bị để triển khai chống lại Hải quân Hoàng gia. Trong quá trình chuẩn bị, quân đội nhà Thanh bị suy yếu do đấu đá giữa các đơn vị và sự thiếu tin tưởng vào Dịch Sơn. Ông không trọng dụng người Quảng Đông mà chọn lính lấy từ các tỉnh lị khác để chiến đấu ở đây. Vào ngày 20 tháng 5, Dịch Sơn đã đưa ra một tuyên bố, yêu cầu "người dân Quảng Châu và tất cả các thương nhân nước ngoài ngoan ngoãn, không nên lo chừng và sợ hãi trước sự hiện diện của quân đội, sẽ không có khả năng xảy ra chiến tranh." Ngày hôm sau Elliot yêu cầu tất cả các thương nhân người Anh di tản khỏi thành phố trước lúc hoàng hôn, và một số tàu chiến được hiệu triệu tới trước Quảng Châu.

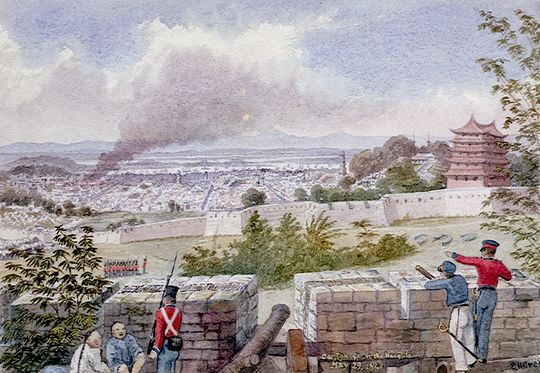
Lính Anh chiếm đóng các cao điểm tại Quảng Châu năm 1841.

Vào đêm ngày 21 tháng 5, khoảng 1.700 quân nhà Thanh đã phát động một cuộc tấn công ban đêm phối hợp vào quân đội và hải quân Anh. Các đài pháo ngụy trang ở Quảng Châu và trên sông Châu Giang (nhiều người Anh tin rằng họ đã vô hiệu hóa chúng trước đó) khai hỏa, và lính Thanh đã chiếm lại Nhà máy của Anh. Một đội hình lớn gồm 200 bè lửa được nối với nhau bằng xích được thả trôi về phía các tàu của Anh tại Quảng Châu, và những chiếc thuyền đánh cá được trang bị súng hỏa thương bắt đầu giao chiến với Hải quân Hoàng gia. Các tàu chiến Anh đã có thể tránh được, và những chiếc bè trôi lạc đốt cháy trên bờ sông Quảng Châu, thắp sáng dòng sông và làm lộ rõ cuộc tấn công ban đêm. Tại Hoàng Phố, người Trung Quốc tấn công các tàu của Anh đang neo đậu ở đó và ngăn tàu đến được Quảng Châu.
Do đã nghi ngờ một cuộc tấn công, (và do hậu quả là trì hoãn cuộc tấn công của chính mình) Thiếu tướng Gough đã củng cố các lực lượng Anh tại Hồng Kông và ra lệnh tiến quân nhanh chóng đến Quảng Châu. Quân tăng viện đến vào ngày 25 tháng 5, và 2,400 quân Anh phản công, chiếm được bốn pháo đài cuối cùng của nhà Thanh bên trên bang Quảng Châu và bắn phá thành phố. Quân đội nhà Thanh bỏ chạy trong hoảng loạn khi cao điểm thành phố bị chiếm, và người Anh truy đuổi họ về vùng nông thôn. Trong 4 ngày, các vị trí quan trọng tại Quảng Châu đều mất, ngoài thành lửa cháy; Dịch Sơn chỉ huy 18.000 quân rút vào trong thành, tình trạng tuyệt vọng.
Trong khi quân đội triều đình hủ bại thì tinh thần phản kháng của nhân dân lại rất mãnh liệt. Qua một năm, nhờ sự cổ vũ của Lâm Tắc Từ, nhân dân Quảng Đông tham gia tổ chức đoàn luyện, tinh thần chống địch dấy lên. Ngày 29/5/1841, quân Anh trên đường triệt thoái khỏi ngoại ô Quảng Châu đã cướp phá hiếp dâm; nên khoảng 200 quân Anh bị hơn 1000 dân vây tại vùng Tam Nguyên Lý [Quảng Đông] phía bắc thành. Ngày hôm sau, 2.000 quân Anh đến tiếp viện, dân chúng vẫn không chịu rút; lúc bấy giờ mưa gió nổi lên, súng quân Anh bắn không hiệu quả, trong lúc giao tranh tử thương 20 người. Qua sự khuyên giải của viên Tri phủ Quảng Đông mới được yên; đó là lần thứ nhất dân Quảng Đông có hành động trực tiếp chống quân Anh. Kế đó nhân dân ban bố cáo văn “Thệ diệt Anh nghịch”, tinh thần cao, lòng tự tin mạnh; rồi các tổ chức chống Anh lần lượt thành lập.
Ngày 27/5, Charles Elliot cùng đại biểu của Dịch Sơn đính lập điều ước như sau: Trong 6 ngày, Khâm sai đại thần Trung Quốc cùng quân lính rút ra khỏi thành 60 lý, nạp tiền chuộc thành 600 vạn, sau khi giao xong quân Anh rút ra khỏi Hổ Môn. Khi chưa giải quyết xong, không được đặt quân phòng thủ; lại bồi thường tổn thất tại Di quán số tiền 30 vạn.
Cuộc chiến đã lắng xuống vào ngày 30 tháng 5 năm 1841 và Quảng Châu hoàn toàn nằm dưới sự kiểm soát của Anh. Sau khi chiếm được Quảng Châu, bộ chỉ huy của Anh và tổng đốc Quảng Châu đã đồng ý ngừng bắn trong khu vực. Theo các điều khoản của hòa bình hạn chế (sau này được gọi rộng rãi là "The Ransom of Quảng Châu"), người Anh đã được trả tiền để rút ra khỏi pháo đài Hổ Môn, một hành động mà họ đã hoàn thành trước ngày 31 tháng 5. Hiệp ước hòa bình được Elliot ký kết mà không hỏi ý kiến quân đội hoặc Hải quân Anh, một hành động làm mất lòng tướng Gough.

### Tấn công Trung nguyên

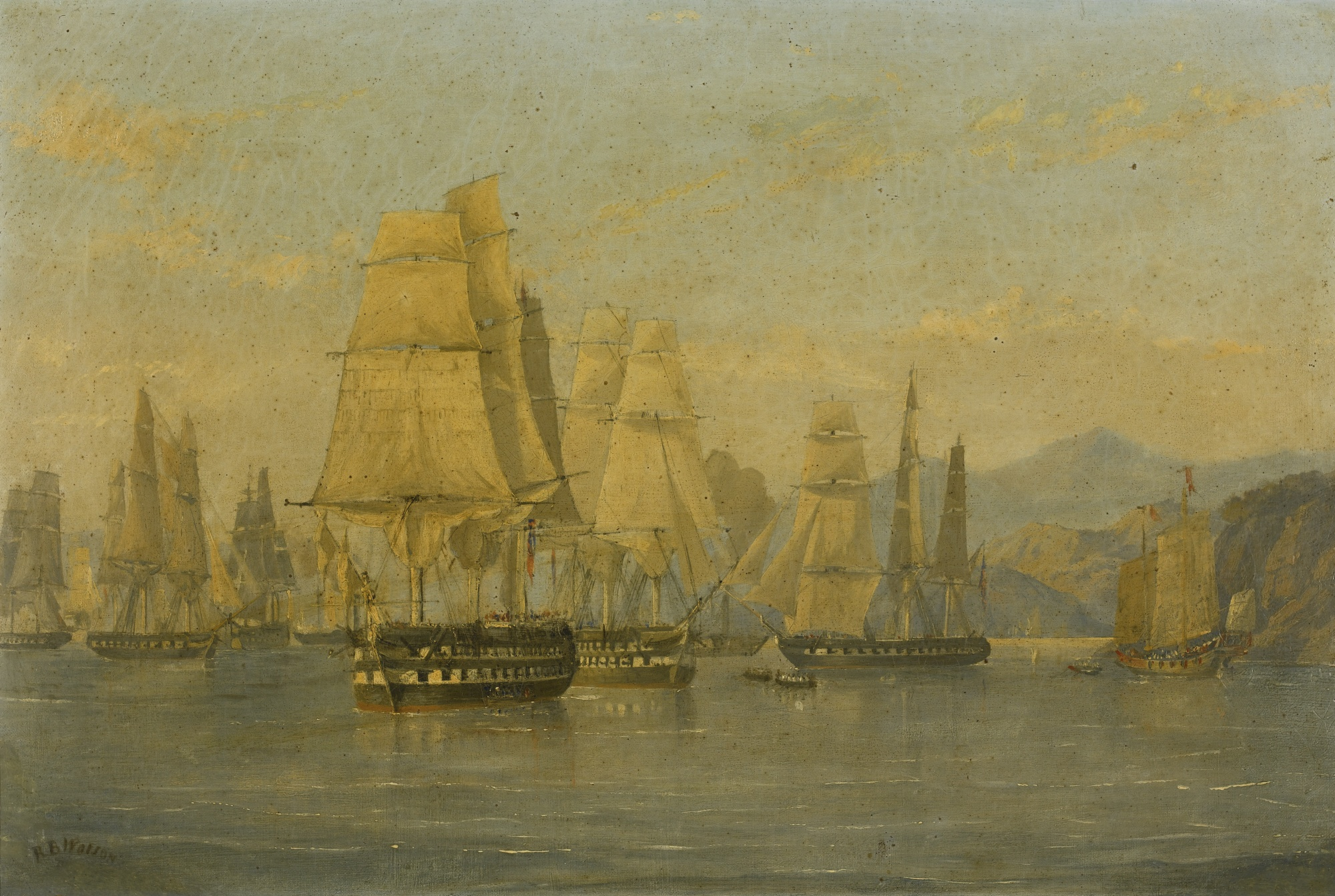
HMS Wellesley và hải đoàn Anh dong buồm từ Hồng Kông tiến tới Hạ Môn năm 1841.

Thủ tướng kiêm Ngoại trưởng H. J. T. Palmerston trách cứ Charles Elliot đòi hỏi quá ít quyền lực khi đàm phán, vào ngày 30/4 đã triệu hồi Charles Elliot; cử Henry Pottinger [Phác Đỉnh Tra] làm Toàn quyền với sứ mệnh đòi nhiều tiền bồi thường, buộc Trung Quốc mở thêm các cửa khẩu. Sir Henry Pottinger rời nước Anh vào ngày 5/6/1841, đến Áo Môn vào ngày 10/8, đây là chuyến đi nhanh nhất từ Âu Châu đên viễn đông lúc bấy giờ.
Sau khi rút khỏi Quảng Châu, người Anh đã chuyển lực lượng viễn chinh tới Hồng Kông. Cũng giống như với các chỉ huy Trung Quốc, các nhà lãnh đạo Anh đã tranh luận về việc cuộc chiến nên tiếp tục như thế nào. Elliot muốn ngừng các hoạt động quân sự và mở lại thương mại, trong khi Thiếu tướng Gough muốn chiếm thành phố Hạ Môn và phong tỏa sông Dương Tử. Vào tháng 7, một cơn bão càn quét qua Hồng Kông, làm hư hại các tàu của Anh ở bến cảng và phá hủy một số cơ sở mà đoàn viễn chinh đang xây dựng trên đảo. Tình hình biến động khi vào ngày 29 tháng 7, Elliot được thông báo là ông đã bị thay thế trong chức Giám thị bởi Henry Pottinger, người đã tới Hồng Kông vào ngày 10 tháng 8 để chuyển giao. Pottinger muốn đàm phán các điều khoản với nhà Thanh cho toàn bộ đất nước Trung Quốc, thay vì chỉ sông Châu Giang, và vì vậy ông đã từ chối các đặc phái viên Trung Quốc tới Quảng Châu và cho phép lực lượng viễn chinh tiến hành các kế hoạch chiến tranh. Đô đốc Ngài William Parker cũng đến Hồng Kông để thay thế Humphrey Fleming Senhouse (người đã chết vì sốt nặng vào ngày 29 tháng 6) với tư cách là chỉ huy lực lượng hải quân Anh tại Trung Quốc. Bộ chỉ huy Anh đã đồng ý rằng các hoạt động chiến đấu chuyển hướng lên phía bắc để đe dọa Bắc Kinh.
Vào ngày 21 tháng 8, quân Anh huy động 3.500 người, xâm phạm phương bắc lần thứ hai. Bước thứ nhất đánh Hạ Môn [Phúc Kiến]. Vào ngày 25 tháng 8, hạm đội Anh tiến vào cửa sông Long Giang và Hạ Môn. Thành phố đã được chuẩn bị cho một cuộc tấn công của hải quân, vì các kỹ sư quân sự nhà Thanh đã xây dựng nhiều khẩu pháo vào vách đá granit nhìn ra sông. Một cuộc tấn công thuần túy của hải quân được coi là quá mạo hiểm bởi Parker, khiến Gough ra lệnh cho cuộc tấn công phối hợp giữa hải quân và lục quân vào các tuyến phòng thủ. Vào ngày 26 tháng 8, lính thủy đánh bộ và bộ binh chính quy của Anh (với hỏa lực yểm trợ từ Hải quân Hoàng gia) đã tấn công và phá hủy tuyến phòng thủ của Trung Quốc bảo vệ dòng sông. Một số tàu lớn của Anh đã thất bại trong việc phá hủy các ụ pháo lớn của Trung Quốc (chúng chịu được hơn 12.000 quả đạn đại bác bắn vào), vì vậy bộ binh Anh phải leo núi và chiếm các cứ điểm này. Thành phố Hạ Môn đã bị bỏ hoang vào ngày 27 tháng 8 và những người lính Anh tiếp quản thành phố phá hủy kho đạn dược của tòa thành. 26 lính Trung Quốc và 128 khẩu pháo bị bắt, với những khẩu súng bị ném xuống sông bởi người Anh. Vì Hầu tước Palmerston muốn Hạ Môn trở thành một cảng thương mại quốc tế vào cuối cuộc chiến, Gough đã ra lệnh rằng tội cướp bóc sẽ bị trừng phạt và các sĩ quan có quyền giết những kẻ phạm tội. Tuy nhiên, nhiều thương nhân Trung Quốc đã từ chối chế độ bảo hộ của Anh vì sợ bị coi là kẻ phản bội nhà Thanh. Người Anh đã rút đến một hòn đảo trên sông, nơi họ thành lập một đồn trú nhỏ và phong tỏa Long Giang. Với thành phố không còn quân đội, nông dân, tội phạm và những kẻ đào ngũ cướp phá thị trấn. Quân đội nhà Thanh đã chiếm lại thành phố và lập lại trật tự vài ngày sau đó, thống đốc thành phố tuyên bố rằng một chiến thắng đã giành được và 5 tàu Anh bị đánh chìm. Trong trận này, Tổng binh Giang Kế Vân tử trận.
Quân Anh phá pháo đài Hạ Môn, rồi tiếp tục tiến đến Định Hải [Chiết Giang]. Tại nơi này trong mấy tháng nay, viên Khâm sai đại thần Dụ Khiêm phụ trách tỉnh Chiết Giang tích cực đề phòng, quân số khoảng 7.000. Quân Anh 3 lần tấn công, 3 viên Tổng binh Trịnh Quốc Hồng, Cát Vân Phi, Vương Tích Bằng mãnh liệt chống cự, cuối cùng vì vũ khí thua sút, lần lượt trận vong, quân lính tổn thất hơn 1.000; quân Anh tử trận khoảng 30 người chưa kể số bị thương.
Định Hải thất thủ lần thứ hai vào ngày 1/10/1841, tuy nhiên dân chúng chống trả, người Anh chỉ kiểm soát được trong phạm vi 10 dặm xung quanh huyện thành, để làm chỗ dừng quân mùa đông, chờ đại binh tới. Vào ngày 10/10, quân Anh tiếp tục chiếm Trấn Hải [Chiết Giang], Dụ Khiêm trầm mình tự vẫn, Tổng binh Tạ Triều Ân đánh đến cùng rồi tử trận. Ngày 13, quân Anh chiếm lấy Ninh Ba [Chiết Giang], cướp bóc gian dâm, bị dân chúng chống đối bắt được hơn 40 quân Anh.
Vào ngày 10 tháng 10, một lực lượng hải quân Anh đã pháo kích và chiếm được một pháo đài ở ngoại ô Ninh Ba miền trung Trung Quốc. Một trận chiến nổ ra giữa quân đội Anh và một lực lượng Trung Quốc gồm 1500 người trên con đường giữa thị trấn Thành Hải và Ninh Ba, quân Thanh thua lớn. Sau thất bại, chính quyền Trung Quốc đã sơ tán Ninh Ba và thành phố bị người Anh chiếm giữ vào ngày 13 tháng 10. Một xưởng sản xuất pháo của đế quốc trong thành phố đã bị người Anh bắt giữ, khiên nhà Thanh không thể cung cấp thiết bị mới, và sự sụp đổ của thành phố đã đe dọa sông Tiền Đường gần đó. Việc chiếm giữ Ninh Ba đã buộc bộ chỉ huy Anh phải xem xét lại chính sách của họ đối với lãnh thổ Trung Quốc đang bị chiếm đóng và chiến lợi phẩm chiến tranh. Đô đốc Parker và Tổng giám đốc Pottinger muốn tài sản Trung Quốc đang bị chiếm được nhượng lại cho Anh như là chiến lợi phẩm hợp pháp từ chiến tranh, trong khi Tướng Gough cho rằng điều này sẽ chỉ khiến dân Trung Quốc chống lại người Anh, và nếu chỗ tài sản phải bị tịch thu, nó sẽ phải là tài sản công cộng chứ không phải tư nhân. Chính sách của Anh cuối cùng đi đến quyết định rằng 10% tất cả tài sản bị lực lượng viễn chinh Anh bắt giữ sẽ bị tịch thu như một chiến lợi phẩm để trả thù cho những bất công đối với các thương nhân Anh. Gough sau đó tuyên bố rằng sắc lệnh này sẽ buộc người của ông "trừng phạt một nhóm cướp vì lợi ích của người khác."
Ngày 10/3/1842, nhà Thanh huy động quân thủy lục 3 cánh cùng tiến, 1 cánh vào được thành Ninh Ba, nhưng bị đánh lui. Hơn 1.200 quân Anh truy kích đến Từ Khê [Chiết Giang], phía tây bắc Ninh Ba; quân hai bên giáp lá cà, quân Thanh chết gần 1.000 người trong đó có Phó tướng Chu Quí, phía quân Anh tổn thất hơn 20 người; suốt mấy tháng chuẩn bị phản công bị thất bại hoàn toàn.
Quân Anh sau khi được tăng viện, bèn tấn công yếu địa Sạ Phố tại vùng vịnh Hàng Châu [bắc Chiết Giang]. Vùng này quân phòng thủ trên 6.000 người. Vào ngày 8/5 quân Anh đổ bộ, lực lượng phòng thủ gồm quân Thiểm Tây, Cam Túc và kỳ binh kháng cự, cuối cùng cũng không cứu được Sạ Phố. Quân Thanh tử thương hơn 600 người, dân chúng bị giết hơn 700; quân Anh mất 30 người chết trong đó có 1 Thượng hiệu, bị thương 62 người. Vào đầu tháng 6, Hải quân Anh đến cửa khẩu Ngô Tùng [Thượng Hải], tại đây quân phòng thủ khoảng 1 vạn người. Sáng ngày 16 bắt đầu đánh, qua 2 giờ đồng hồ, Tổng đốc Lưỡng Giang Ngưu Giám sợ hãi bỏ trốn, Đề đốc Giang Nam Trần Hoa Thành tử trận; Ngô Tùng, Bảo Sơn [Thượng Hải] đều mất, quân ở Thượng Hải bỏ thành chạy.
Mục tiêu kế tiếp của quân Anh là Trấn Giang, nơi giao điểm của Trường Giang và Vận Hà, cùng cố đô Nam Kinh. Vào tháng 7 đại quân Anh gồm 50 tàu chiến, 10 chiếc thuyền hơi nước, hơn 50 thuyền vận tải, 9.000 quân binh ngược theo sông Trường Giang. Quân Thanh tại ải Giang Âm [Giang Tô] quan trọng ven sông Trường Giang bỏ chạy, quân Anh bình yên ngược sông đến Trấn Giang. Quân trú phòng tại Trấn Giang gồm 6.000; thành trong là quân Bát Kỳ, thành ngoài là Lục doanh [người Hán]. Ngày 21/7, hơn 6.000 quân Anh, sau khi đánh chiếm thành ngoài, đánh thẳng vào thành trong; cùng với 1.500 quân Bát Kỳ cận chiến, quân Anh bị chết hơn 170 người, quân Kỳ chết khoảng 600, dân chúng tử thương rất nhiều, toàn thành bị đốt cướp, tan hoang. Đối ngạn với Trấn Giang là thành Dương Châu rất lo lắng, chấp nhận nạp 50 vạn tiền cho quân Anh, nên không bị chiếm lãnh. Nhưng dân tại Trấn Giang và Dương Châu [Yangzhou] vẫn không chịu khuất phục, tiếp tục chống cự; vào ngày 4/8/1842 quân Anh tiến bức Nam Kinh.
Tháng 8/1842, Hải quân Anh đã kiểm soát Trường Giang. Chỉ trong vòng một tháng, quân Anh chiếm Thượng Hải, Chiết Giang, làm gián đoạn tuyến đường vận lương, khiến nhà Thanh kiệt quệ, buộc phải đàm phán. Tổng đốc Lưỡng Giang Ngưu Giám xin hòa; Henry Pottinger [Phác Đỉnh Tra] đáp rằng đợi Khâm sai đại thần Kỳ Anh, Y Lý Bố đến sẽ thuận theo lời yêu cầu, có thể không đánh thành.

## Kết quả
Hiệp ước Nam Kinh đã được ký kết vào ngày 29 tháng tám 1842 đánh dấu sự kết thúc của chiến tranh nha phiến lần thứ Nhất giữa Liên hiệp Vương quốc Anh và nhà Thanh của Trung Quốc. Nhà Thanh phải bồi thường chiến phí cho Anh, mở 11 cảng và cho truyền đạo tự do. Hương Cảng (Hong Kong) và vùng cửa sông Châu Giang được chuyển giao cho người Anh trong 99 năm và lợi ích của Anh phải được đặt lên hàng đầu khi Trung Quốc cân nhắc giao thương với bất kỳ quốc gia phương Tây nào khác.
Điều ước chủ yếu gồm: Chuẩn cho người Anh mang quyến thuộc đến cư trú; đặt 5 cảng khẩu mậu dịch: Quảng Châu [Quảng Đông], Phúc Châu [Phúc Kiến], Hạ Môn [Phúc Kiến], Ninh Ba [Chiết Giang], Thượng Hải, thiết lập lãnh sự; cấp nhường Hương Cảng cho người Anh. Bồi thường nha phiến số tiền 600 vạn nguyên, tiền Hàng thương thiếu 300 vạn, tiền binh phí 1.200 vạn, tổng cộng 2.100 vạn nguyên; giao trước 600 vạn nguyên, số còn lại giao xong trong 4 năm. Chuẩn cho người Anh được tự do mậu dịch không kinh qua trung gian Hàng thương; trả người Anh bị bắt, khoan miễn cho người Trung Quốc từng giao dịch làm việc với Anh. Những hàng xuất khẩu đánh thuế một cách công bình; hàng hóa của nước Anh nhập khẩu theo lệ nạp thuế xong, thương nhân Trung Quốc vận chuyển không phải chịu thêm thuế. Sau khi Trung Quốc hứa thi hành hòa ước, quân Anh sẽ rút ra khỏi sông Trường Giang. Riêng Định Hải [Dinghai, Chiết Giang], đảo Cổ Lãng [Gulang, Phúc Kiến], thì đợi sau khi trả xong nợ và mở các cửa khẩu mới rút.
Đây là hiệp ước bất bình đẳng đầu tiên mà Trung Quốc bị ép phải ký với các nước phương Tây. Học theo Anh, cả Mỹ và Pháp cũng gây sức ép để Trung Quốc phải ký những hiệp ước bất bình đẳng có một số nội dung tương tự. Thất bại của hiệp ước trong việc thỏa mãn các mục tiêu của Anh về quan hệ ngoại giao và thương mại được cải thiện đã dẫn tới chiến tranh nha phiến lần thứ hai (1856–60)..
Tại Trung Quốc hiện nay, cuộc chiến này được sử sách xem là bắt đầu của Bách niên quốc sỉ, tức là 100 năm đất nước Trung Quốc bị sỉ nhục và xâu xé bởi ngoại quốc. Khẩu hiệu “Vật vong quốc sỉ” (Đừng quên quốc sỉ) xuất hiện đầu thế kỷ XX và nhanh chóng trở thành chủ đề chính cho các cuộc vận động dân tộc chủ nghĩa tại Trung Quốc. Hiện nay khẩu hiệu này được phổ biến rộng rãi, được đưa vào các sách giáo khoa lịch sử nhằm giáo dục các thế hệ sau ở Trung Quốc không được quên đi nỗi nhục mà tổ tông phải gánh chịu, không được quên đi những tội ác mà Đế quốc phương Tây đã gây ra, và mỗi người Trung Quốc phải biết nỗ lực phấn đấu xây dựng đất nước thành cường quốc để xóa đi nỗi nhục đó.

## Bản đồ

Bản đồ Chiến tranh nha phiến lần thứ nhất